# Drumettaz-Clarafond
Ne doit pas être confondu avec Clarafond-Arcine.
Drumettaz-Clarafond, souvent abrégée Drumettaz (prononcé [dʁymɛt(a)]), est une commune française située dans le département de la Savoie, en région Auvergne-Rhône-Alpes.
La petite ville est implantée en bordure d'Aix-les-Bains, seconde ville la plus peuplée du département. Elle est dominée par le massif des Bauges et se situe à la fois à quelques kilomètres du lac du Bourget et est limitrophe de la commune de Les Deserts, centre du domaine skiable de Savoie Grand Revard.
Drumettaz a connu un fort développement au XXe siècle : sa population a en effet quadruplé depuis la Seconde Guerre mondiale et est aujourd'hui la cinquième commune en nombre d'habitants de l'agglomération aixoise.

## Géographie

### Localisation
Surplombée par le chaînon occidental du massif des Bauges, la commune de Drumettaz-Clarafond est située sur les hauteurs d'Aix-les-Bains, dont elle est limitrophe. Elle fait en outre partie de la communauté d'agglomération du lac du Bourget (CALB).
Les importantes villes voisines d'Annecy au nord, et de Chambéry au sud, se situent à des distances respectives à vol d'oiseau de 31,3 km et de 9,8 km.

### Communes limitrophes
Drumettaz est limitrophe de six communes :

### Lieux-dits
De nombreux lieux-dits sont présents sur l'ensemble du territoire communal comme Drumettaz, Clarafond, Sérarge, Fresenex, Misury, le Molard, Bardot, le Biolay, la Plantée et le Quart.

### Relief

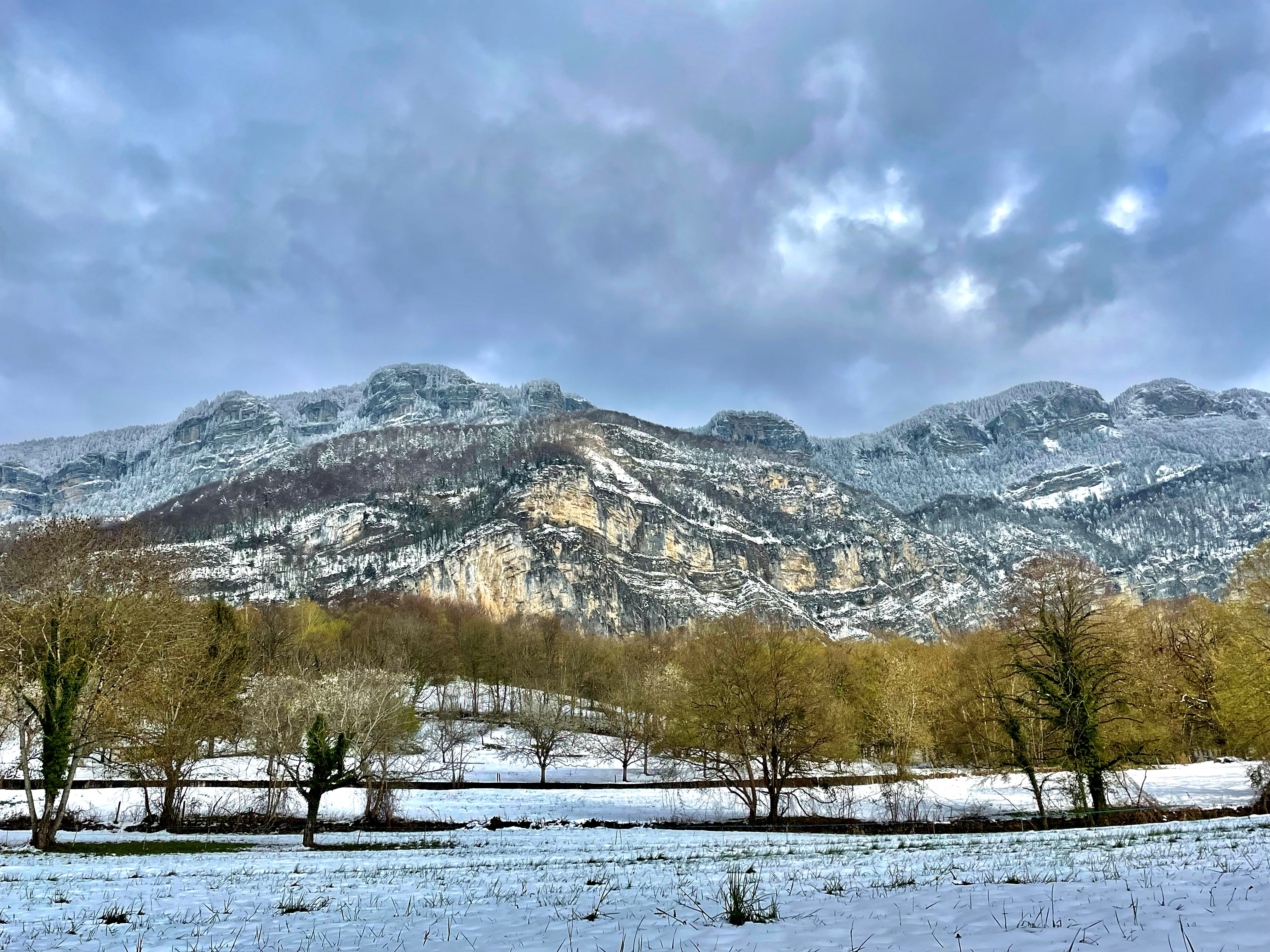
Le massif des Bauges surplombant Drumettaz-Clarafond.

La commune de Drumettaz-Clarafond s'étend sur 11,38 km2. Son altitude varie de 257 à 1 513 mètres, incluant le col du Pertuiset, accessible à pied mais son bourg principal se situe à une altitude d'environ 285 m et la mairie à 390 m.
La commune est agencée sur différents niveaux avec une zone résidentielle et commerciale active à l'ouest et un chef-lieu (mairie, église) davantage sur les hauteurs. Ces deux principaux lieux sont séparés par l'autoroute A41.

### Hydrographie

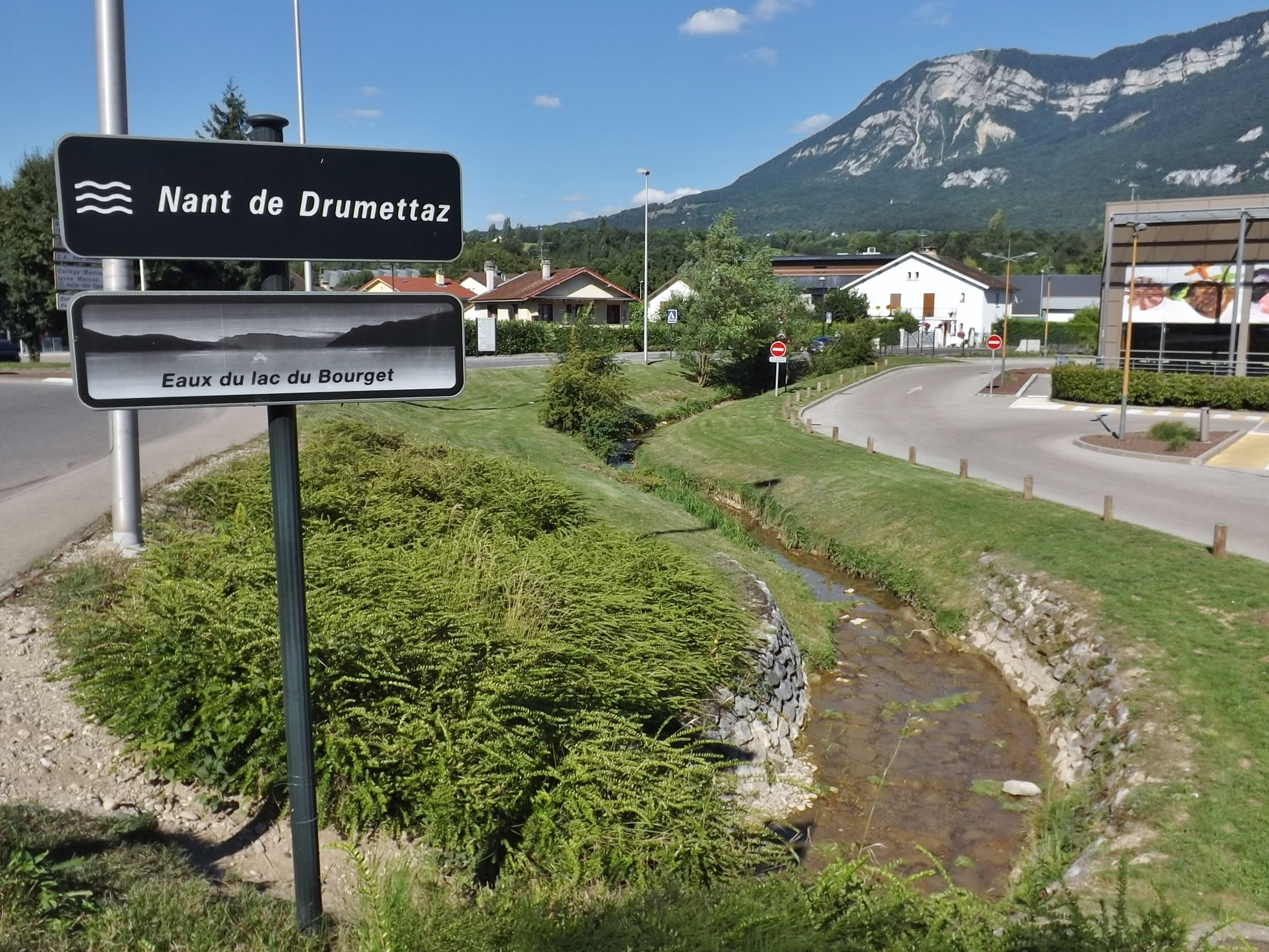
Le Nant de Drumettaz en été.

On retrouve plusieurs cours d'eau qui traversent la commune, principalement en direction du lac du Bourget. On peut citer le ruisseau du Pontet et les nants du Bonnet, de Drumettaz ou bien de Sérarges, ce dernier délimitant le territoire communal au sud. Par ailleurs, la commune est soumise au risque d'inondations. C'est pour cela qu'un plan de prévention des risques d'inondations a été créé.

### Climat
Pour des articles plus généraux, voir Climat d'Auvergne-Rhône-Alpes et Climat de la Savoie.
En 2010, le climat de la commune est de type climat des marges montargnardes, selon une étude du Centre national de la recherche scientifique s'appuyant sur une série de données couvrant la période 1971-2000. En 2020, Météo-France publie une typologie des climats de la France métropolitaine dans laquelle la commune est exposée à un climat de montagne ou de marges de montagne et est dans la région climatique Alpes du nord, caractérisée par une pluviométrie annuelle de 1 200 à 1 500 mm, irrégulièrement répartie en été.
Pour la période 1971-2000, la température annuelle moyenne est de 10,9 °C, avec une amplitude thermique annuelle de 18,8 °C. Le cumul annuel moyen de précipitations est de 1 270 mm, avec 10,5 jours de précipitations en janvier et 8,6 jours en juillet. Pour la période 1991-2020, la température moyenne annuelle observée sur la station météorologique de Météo-France la plus proche, « Chambéry-Aix », sur la commune de Voglans à 4 km à vol d'oiseau, est de 11,9 °C et le cumul annuel moyen de précipitations est de 1 203,9 mm,. Pour l'avenir, les paramètres climatiques de la commune estimés pour 2050 selon différents scénarios d'émission de gaz à effet de serre sont consultables sur un site dédié publié par Météo-France en novembre 2022.
| Mois                                  | jan.           | fév.           | mars           | avril           | mai             | juin           | jui.           | août          | sep.          | oct.            | nov.            | déc.             | année     |
| ------------------------------------- | -------------- | -------------- | -------------- | --------------- | --------------- | -------------- | -------------- | ------------- | ------------- | --------------- | --------------- | ---------------- | --------- |
| Température minimale moyenne (°C)     | −0,7           | −0,4           | 2,5            | 5,6             | 10              | 13,5           | 15             | 14,6          | 11,3          | 7,7             | 3,1             | 0                | 6,8       |
| Température moyenne (°C)              | 2,9            | 4,1            | 8              | 11,4            | 15,6            | 19,4           | 21,4           | 20,9          | 16,8          | 12,3            | 6,9             | 3,4              | 11,9      |
| Température maximale moyenne (°C)     | 6,4            | 8,5            | 13,4           | 17,3            | 21,3            | 25,3           | 27,8           | 27,1          | 22,3          | 17              | 10,6            | 6,9              | 17        |
| Record de froid (°C) date du record   | −19 07.01.1985 | −14,4 05.02.12 | −10,3 02.03.05 | −4,6 13.04.1986 | −1,4 06.05.1979 | 2,8 05.06.1975 | 5,4 08.07.1978 | 5 31.08.1986  | 1 30.09.1995  | −4,3 31.10.1997 | −10,8 27.11.05  | −13,5 30.12.1976 | −19 1985  |
| Record de chaleur (°C) date du record | 17,9 02.01.03  | 20,7 23.02.17  | 25,1 26.03.06  | 29,5 28.04.12   | 32,7 25.05.09   | 36,7 19.06.22  | 38,8 07.07.15  | 40,5 24.08.23 | 32,1 10.09.23 | 29 02.10.1985   | 23,3 06.11.1997 | 22,7 18.12.1989  | 40,5 2023 |
| Ensoleillement (h)                    | 76,6           | 101,8          | 157,8          | 176,2           | 202,3           | 236,3          | 261,6          | 237,1         | 180,7         | 123,8           | 74,5            | 66,3             | 1 894,9   |
| Précipitations (mm)                   | 102,6          | 79,1           | 93,1           | 87,9            | 101             | 94,5           | 91,7           | 97,6          | 104,3         | 113,3           | 114,6           | 124,2            | 1 203,9   |

### Voies de communication et transports

#### Voies routières
- Autoroute A41 ( 13 : Drumettaz - Aix-les-Bains Sud) ;
- Route départementale 991

#### Transport ferroviaire
La commune n'est traversée par aucune ligne de chemin de fer et la ligne la plus proche est la ligne de la Maurienne située à environ 3 kilomètres à l'ouest. Géographiquement, la gare la plus proche de Drumettaz-Clarafond est la gare de Viviers-du-Lac (située à environ 2 km), mais très peu fréquentée quotidiennement, et uniquement par TER. Deux gares plus importantes, desservies par TGV sont celles d'Aix-les-Bains-Le Revard et de Chambéry-Challes-les-Eaux, situées toutes deux à plusieurs kilomètres de la commune.

#### Transports en commun
La commune est desservie par de transports en commun d'Aix-les-Bains (Ondéa). Ainsi, les lignes principales 1 et 2 transitent à l'extrême ouest de Drumettaz. Néanmoins, le reste de la commune, dont son centre, reste plus à l'écart du réseau avec seulement une voire deux lignes en période scolaire.

### Urbanisation

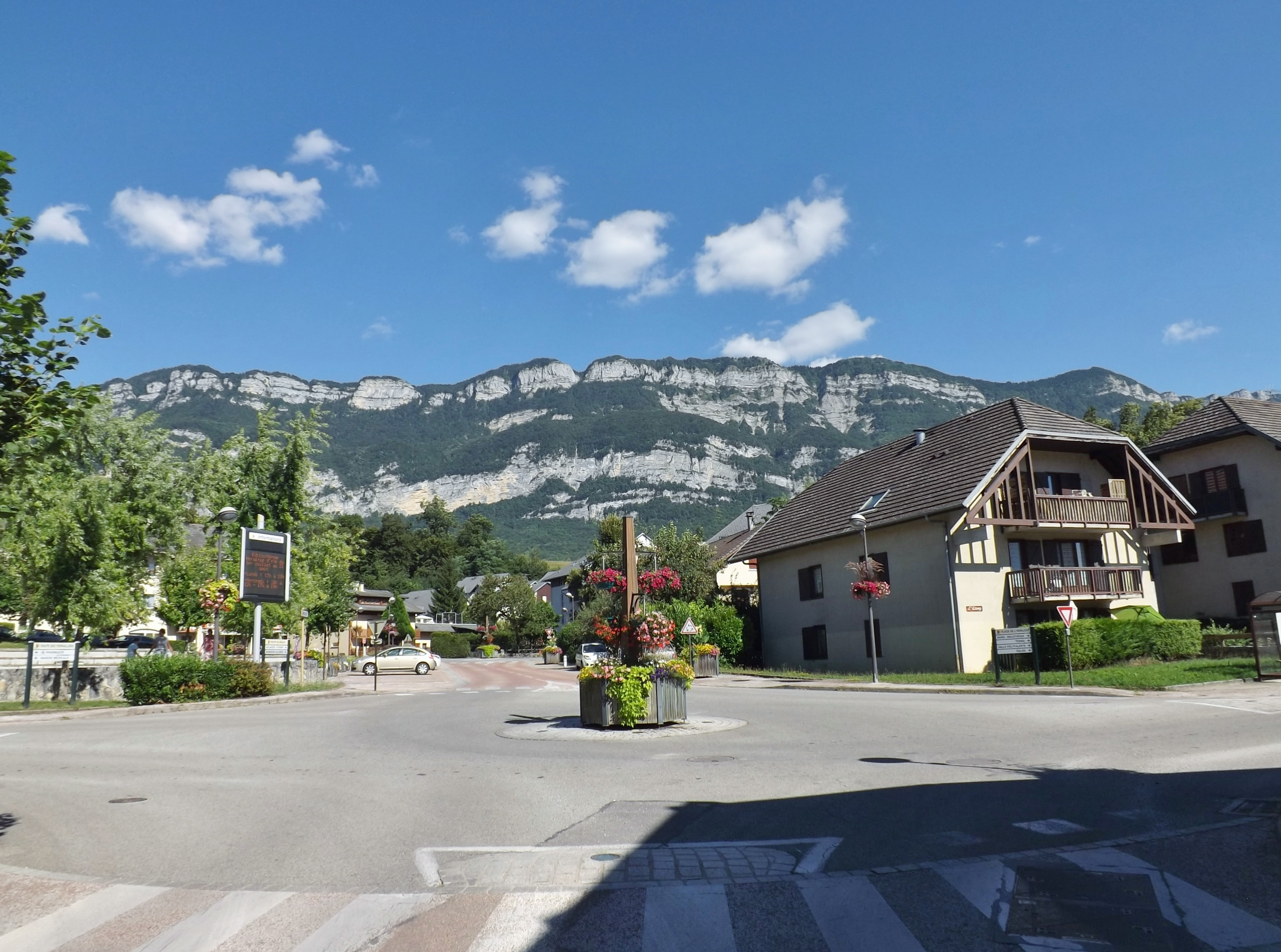
Drumettaz, partie la plus urbanisée de Drumettaz-Clarafond.

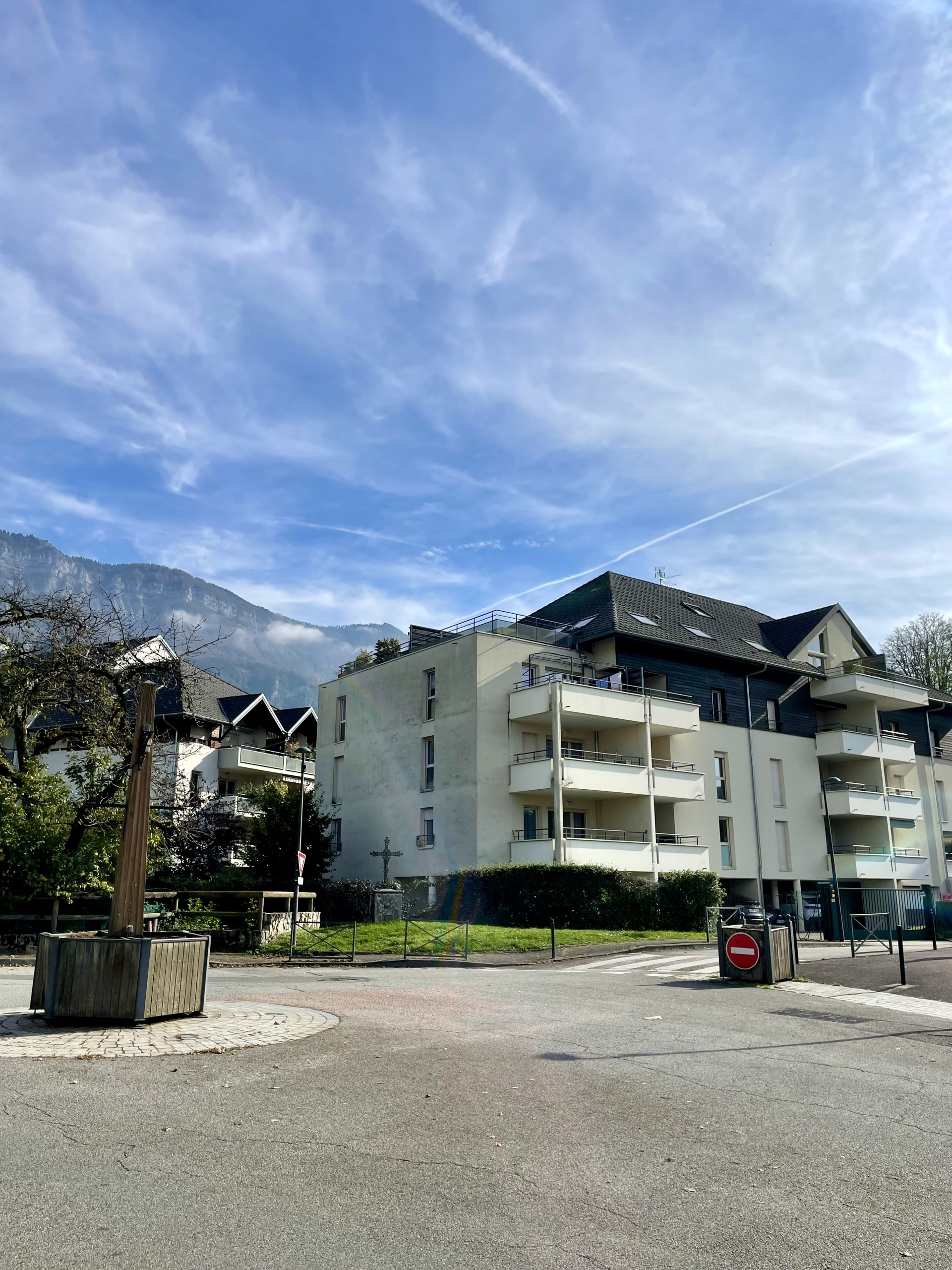
Drumettaz,le chef lieu.

La commune est constituée des villages ou hameaux suivants : Drumettaz, située dans la plaine, et le Chef-lieu, Clarafond, Fresenex, Misury ainsi que Sérarges sur les hauteurs.

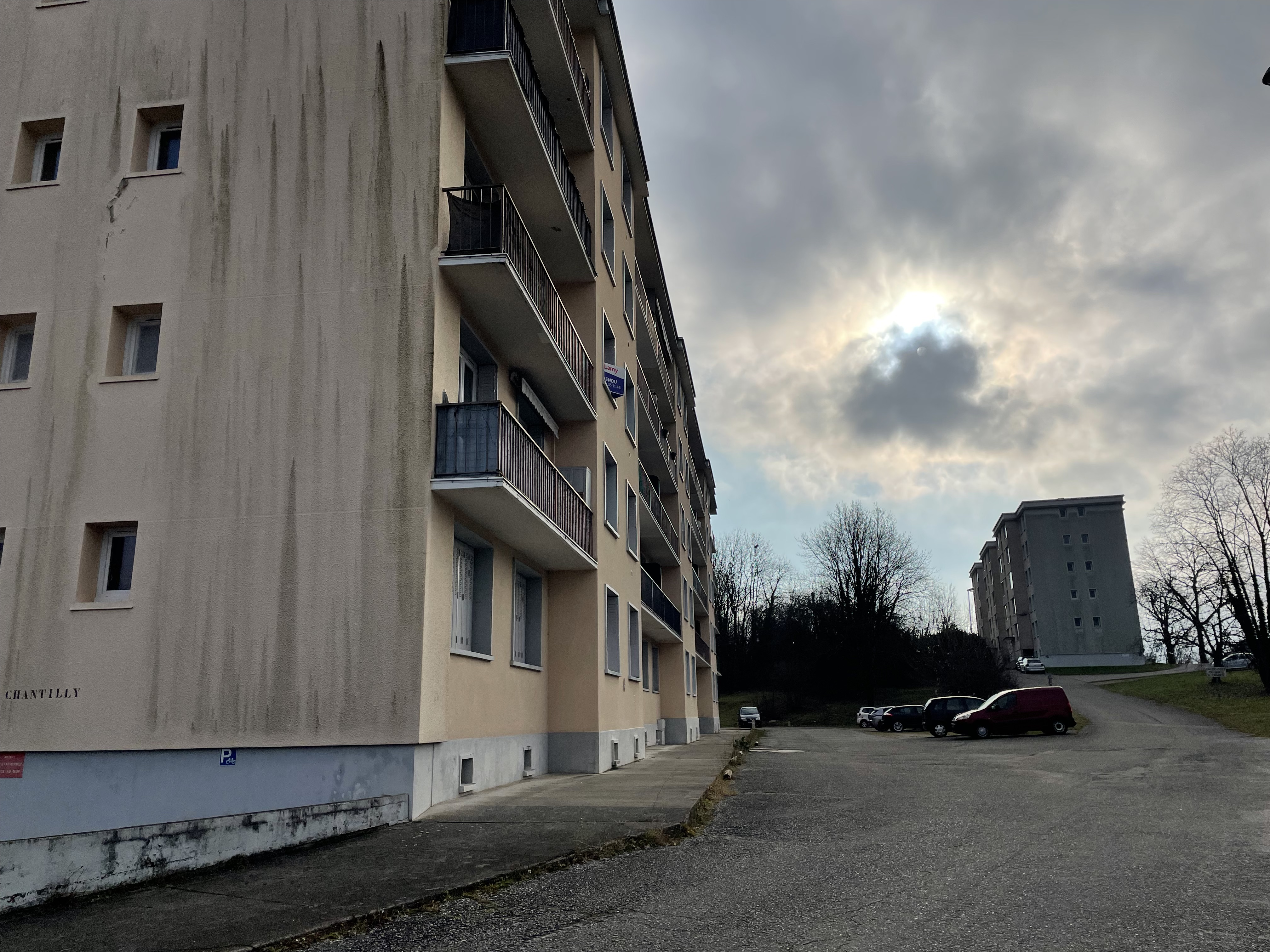
Quartier de Chantilly-Marly (Drumettaz)

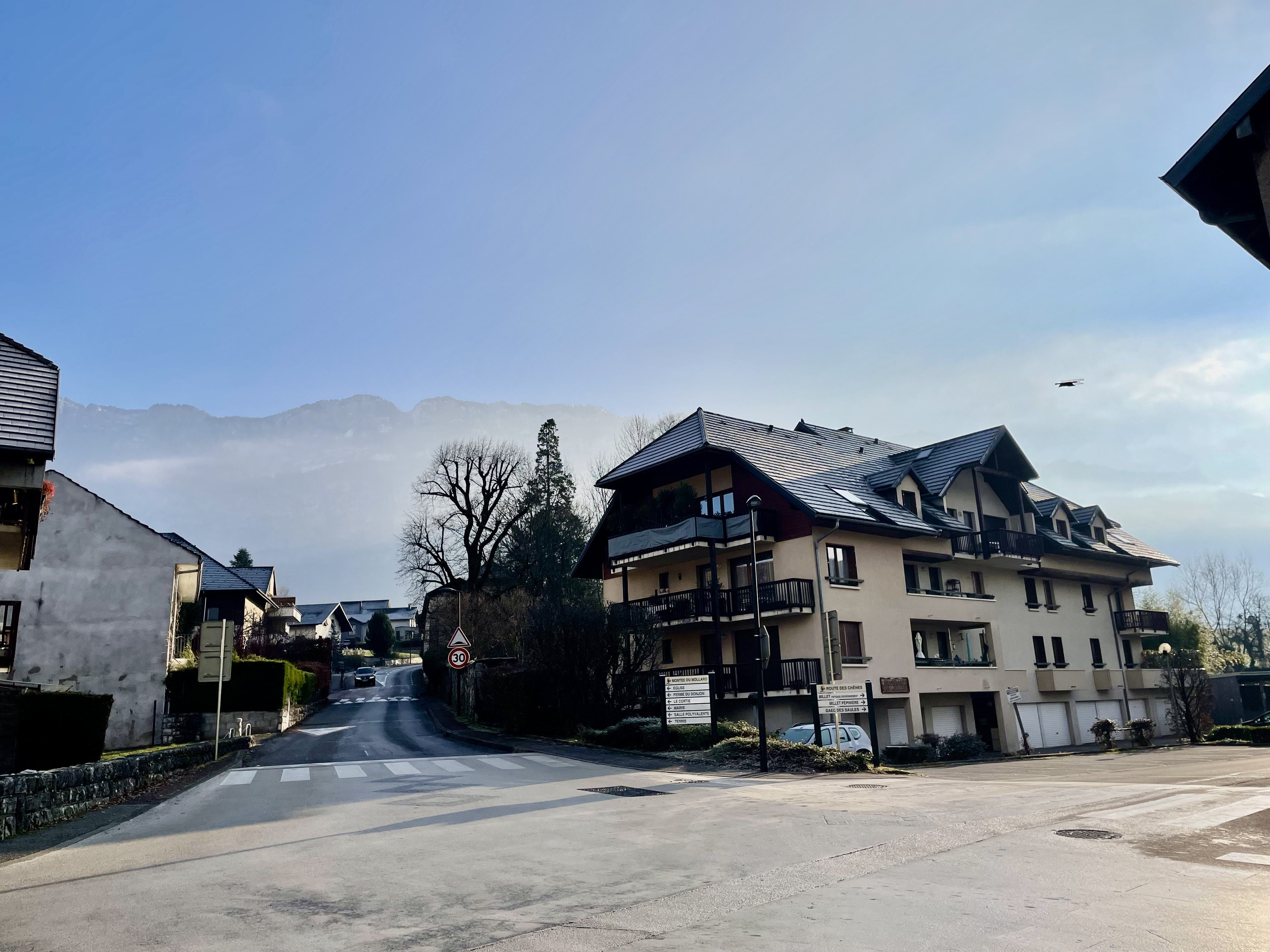
Montée du chef lieu

## Urbanisme

### Typologie
Au 1er janvier 2024, Drumettaz-Clarafond est catégorisée ceinture urbaine, selon la nouvelle grille communale de densité à sept niveaux définie par l'Insee en 2022.
Elle appartient à l'unité urbaine de Chambéry, une agglomération intra-départementale regroupant 35  communes, dont elle est une commune de la banlieue,,. Par ailleurs la commune fait partie de l'aire d'attraction de Chambéry, dont elle est une commune de la couronne,. Cette aire, qui regroupe 115 communes, est catégorisée dans les aires de 200 000 à moins de 700 000 habitants,.

### Occupation des sols
L'occupation des sols de la commune, telle qu'elle ressort de la base de données européenne d’occupation biophysique des sols Corine Land Cover (CLC), est marquée par l'importance des territoires agricoles (41,7 % en 2018), en diminution par rapport à 1990 (48,3 %). La répartition détaillée en 2018 est la suivante : 
zones agricoles hétérogènes (38,7 %), forêts (33,7 %), zones urbanisées (17,3 %), milieux à végétation arbustive et/ou herbacée (4,7 %), prairies (3 %), zones industrielles ou commerciales et réseaux de communication (2,3 %), espaces verts artificialisés, non agricoles (0,3 %).
L'IGN met par ailleurs à disposition un outil en ligne permettant de comparer l’évolution dans le temps de l’occupation des sols de la commune (ou de territoires à des échelles différentes). Plusieurs époques sont accessibles sous forme de cartes ou photos aériennes : la carte de Cassini (XVIIIe siècle), la carte d'état-major (1820-1866) et la période actuelle (1950 à aujourd'hui).

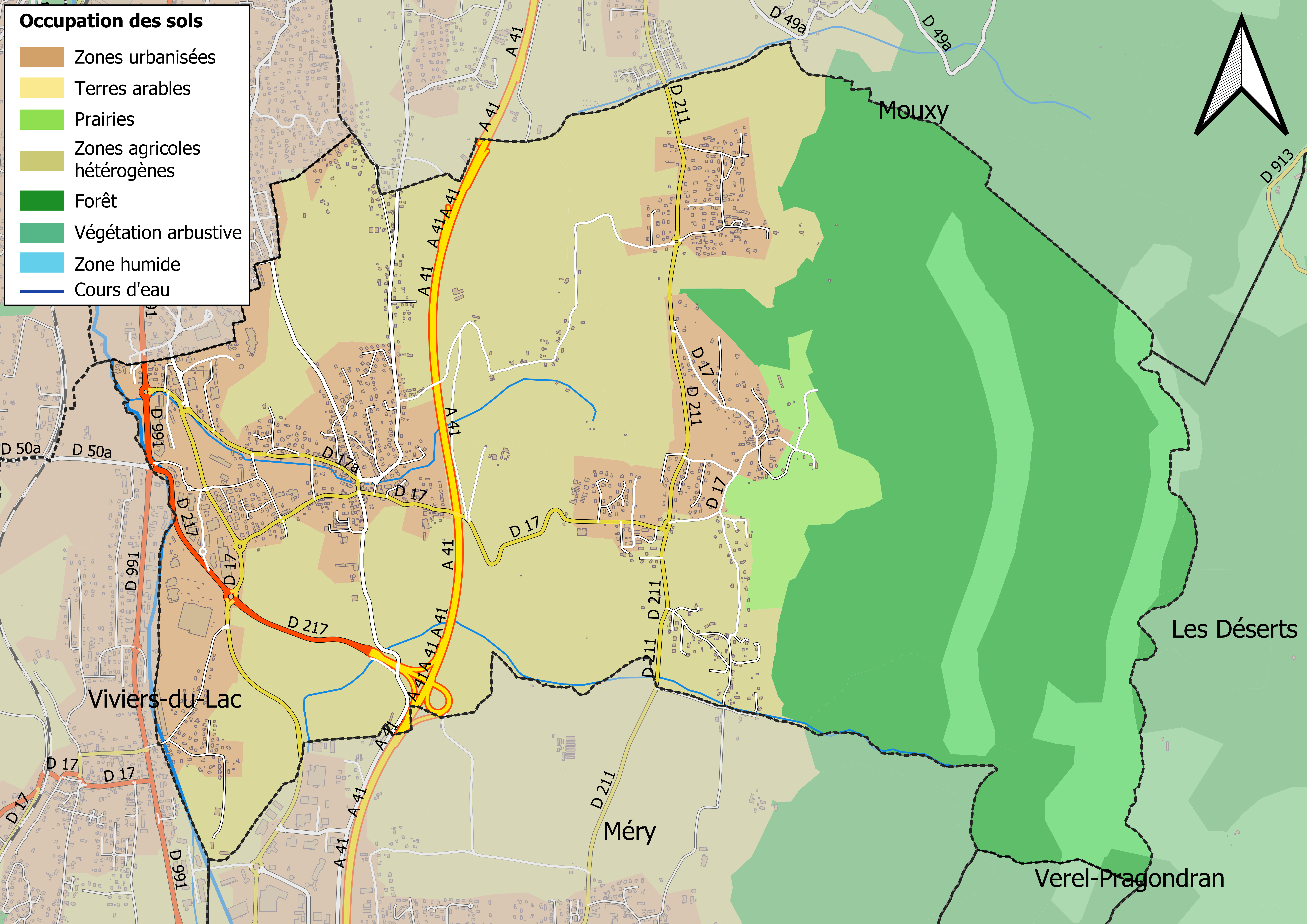
Carte des infrastructures et de l'occupation des sols en 2018 (CLC) de la commune.
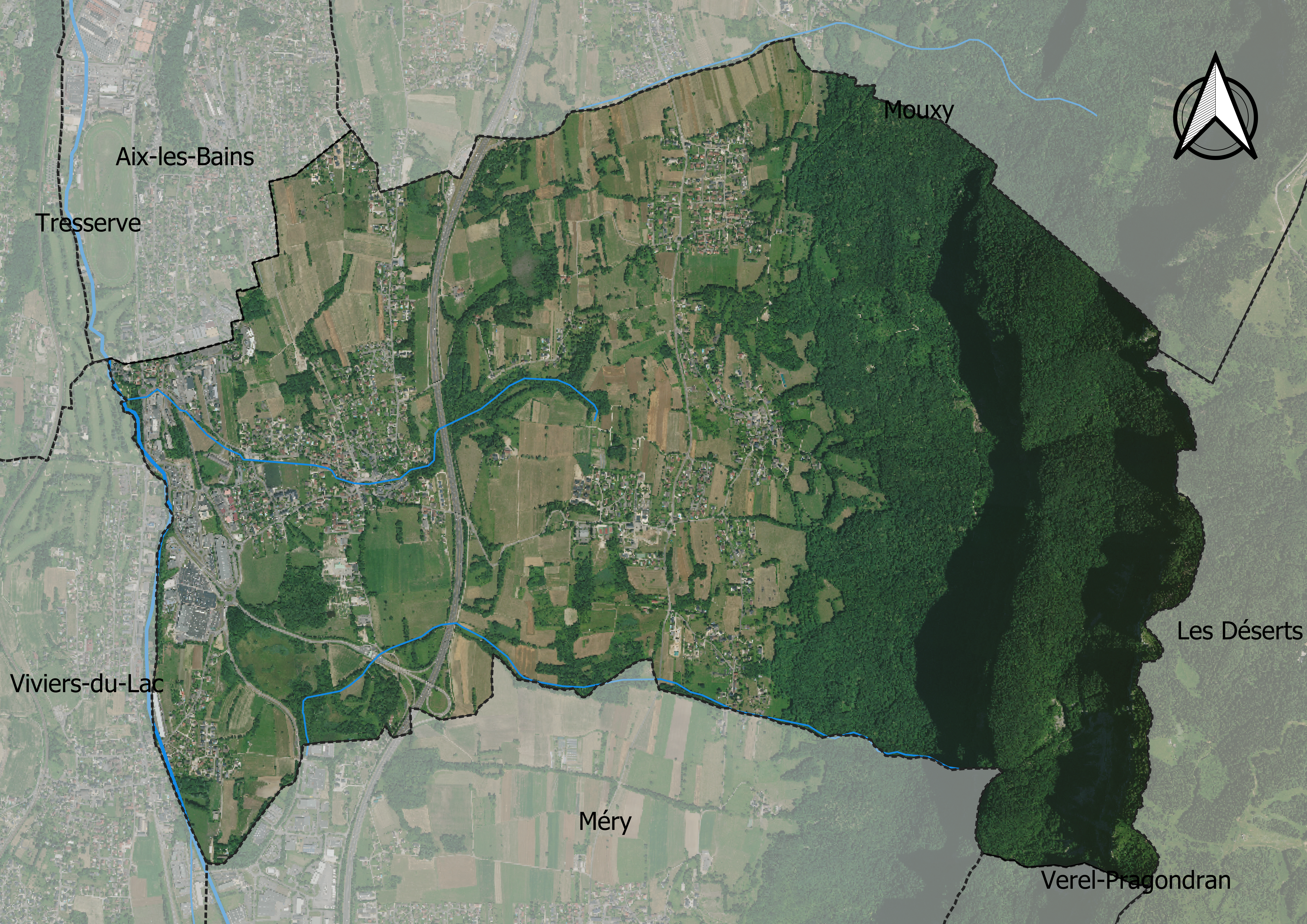
Carte orthophotogrammétrique de la commune.

## Toponymie
Le nom de la commune représente l'union, en 1723, des deux villages de Drumettaz et de Clarafond en une seule circonscription,. Le premier est mentionné sous les formes Drumetaz en 1232,, Actum Montismeliani in domo Petri Forme alias Drometaz en 1454, Petrus Forme alias Drumecti en 1456. Le second est mentionné également en 1232 sous la forme Clarafons. Toutefois, on trouve les formes Clarafontis, Clarafont/Clarafonte, Clarafons entre les XIIe et XIVe siècles. La forme combinée Drumete-Clarefons est mentionnée en 1568.
Adolphe Gros considère, en 1935, que Drumettaz proviendrait d'un nom d'homme, sans en dire plus. Ernest Nègre considère, en 1998, que Drumettaz pourrait provenir du francoprovençal (aussi appelé « arpitan » ou « patois ») Dromète ou Drumetou, des sobriquets qui signifient « Dors-tu ? ». Clarafond trouve très probablement son origine avec une source, « source, fontaine, eau de source », Clairefontaine.
Comme beaucoup d'autres toponymes de l'aire linguistique francoprovençal, le z final ne sert qu'à marquer le paroxytonisme et ne doit pas être prononcé ; ceci est représenté par la forme 1568 où l'az est remplacé par un e atone (e caduc). Dans sa langue d'origine, la commune se nomme Dremèta, prononcé [dʁəmˈɛtːa].

## Histoire
Les éléments historiques demeurent trop succincts pour retracer entièrement l'histoire communale. Mais comme l'ensemble des communes alentour, l'évolution de Drumettaz reste marquée par celle d'Aix-les-Bains. On peut aussi dire, d'une manière plus générale, que l'histoire de la petite ville est fortement liée à celle de la Savoie.

### Néolithique et Antiquité
Les plaines et vallées de moyenne altitude, notamment celles situées à proximité des lacs, comme celui du Bourget, ont été propices à l'installation de communautés sédentaires depuis le Néolithique.

### Époque contemporaine
Vers 1723, la commune serait née à la suite d'une fusion de deux paroisses : celle de Clarafond, qui annexait Méry et celle de Drumettaz qui dépendait d'Aix-les-Bains.
Le 3 septembre 1749, Drumettaz, comme ses communes voisines, est détachée du Genevois pour appartenir à la province de la Savoie Propre.
À la suite du traité de Turin du 24 mars 1860 qui voit l'annexion de la Savoie par la France, Drumettaz devient, comme l'ensemble du territoire du duché, une terre française.

### LeXXesiècle
Durant la Seconde Guerre mondiale, la commune fut fortement affectée par l'invasion des troupes italiennes entre 1942 et 1943. En 1944, les Allemands ont envahi la totalité de Drumettaz.
Jusque dans les années 1950/1960, la commune était essentiellement agricole, rurale. Mais avec la forte urbanisation liée aux Trente Glorieuses, la commune se développa à grande vitesse si bien qu'aujourd'hui les agriculteurs ont presque tous disparu.

## Politique et administration

### Tendances politiques et résultats
Aucune véritable tendance politique ne se dégage sur Drumettaz.
En 2007 et en 2012, les électeurs de Drumettaz-Clarafond ont majoritairement voté pour Nicolas Sarkozy.
Aux élections européennes de 2014, c'est la liste Front national (LFN) qui est arrivée en tête sur la commune.
Lors des élections régionales en 2015, c'est la liste conduite par Laurent Wauquiez (LUD) qui a remporté le plus de voix auprès des électeurs.

### Liste des maires
| Période                                  | Période                       | Identité                   | Étiquette | Qualité                                                                                  |
| ---------------------------------------- | ----------------------------- | -------------------------- | --------- | ---------------------------------------------------------------------------------------- |
| mai 1963                                 | juin 1995                     | Henri Jacquier (1928-2005) |           | Surveillant-chef aux Thermes nationaux d'Aix-les-Bains                                   |
| juin 1995                                | mars 2008                     | André Quay-Thevenon        | DVG       | Président de la CALB (1995 → 2008)                                                       |
| mars 2008                                | mars 2014                     | Jean-Louis Sarzier         | DVG       | Cheminot, 1er adjoint (1995 → 2008) Conseiller général d'Aix-les-Bains-Sud (2004 → 2015) |
| mars 2014                                | En cours (au 13 juillet 2020) | Nicolas Jacquier           | SE-DVG    | Directeur financier                                                                      |
| Les données manquantes sont à compléter. |                               |                            |           |                                                                                          |

## Conseil municipal actuel
Les 23 sièges composant le conseil municipal ont été pourvus le 15 mars 2020 lors du premier tour de scrutin. Actuellement, il est réparti comme suit:

### Jumelages
La ville de Drumettaz-Clarafond est jumelée avec :
- Sutri (Italie) depuis 1997[40].

## Population et société
Ses habitants sont appelés les Drumettant(e)s. Les formes Drumettans(e) sont aussi attestées,.

### Démographie
L'évolution du nombre d'habitants est connue à travers les recensements de la population effectués dans la commune depuis 1793. Pour les communes de moins de 10 000 habitants, une enquête de recensement portant sur toute la population est réalisée tous les cinq ans, les populations de référence des années intermédiaires étant quant à elles estimées par interpolation ou extrapolation. Pour la commune, le premier recensement exhaustif entrant dans le cadre du nouveau dispositif a été réalisé en 2005.

En 2022, la commune comptait 3 016 habitants, en évolution de +12,66 % par rapport à 2016 (Savoie : +3,63 %, France hors Mayotte : +2,11 %).
| 1793 | 1800 | 1806 | 1822 | 1838  | 1848  | 1858  | 1861  | 1866  |
| ---- | ---- | ---- | ---- | ----- | ----- | ----- | ----- | ----- |
| 651  | 660  | 714  | 866  | 1 024 | 1 065 | 1 057 | 1 037 | 1 081 |

| 1872 | 1876 | 1881 | 1886 | 1891 | 1896 | 1901 | 1906 | 1911 |
| ---- | ---- | ---- | ---- | ---- | ---- | ---- | ---- | ---- |
| 987  | 992  | 933  | 893  | 854  | 871  | 800  | 786  | 753  |

| 1921 | 1926 | 1931 | 1936 | 1946 | 1954 | 1962 | 1968  | 1975  |
| ---- | ---- | ---- | ---- | ---- | ---- | ---- | ----- | ----- |
| 605  | 630  | 632  | 644  | 603  | 672  | 799  | 1 182 | 1 234 |

| 1982  | 1990  | 1999  | 2005  | 2006  | 2010  | 2015  | 2020  | 2022  |
| ----- | ----- | ----- | ----- | ----- | ----- | ----- | ----- | ----- |
| 1 410 | 1 712 | 1 966 | 2 139 | 2 180 | 2 384 | 2 638 | 2 998 | 3 016 |

### Enseignement
La commune possède une école maternelle comprenant 102 élèves ainsi qu'une école élémentaire de 152 élèves,. Une quatrième classe est ouverte en 2016 pour la maternelle.
De plus, un collège est également situé sur le territoire communal, à la limite avec Aix et son lycée Marlioz. Il s'agit du Collège Marlioz qui compte environ 550 élèves.
La commune compte également un lycée professionnel sur son territoire communale, le lycée "La Savoisienne", les élèves peuvent bénéficier de formations telles que la 3ème Prépa Métiers ainsi que les Bac Pro TRPM et Bac Pro MELEC liées aux métiers de l’industrie.
Par ailleurs, les établissements scolaires appartiennent à la zone A du calendrier scolaire. Ils relèvent de l'académie de Grenoble.

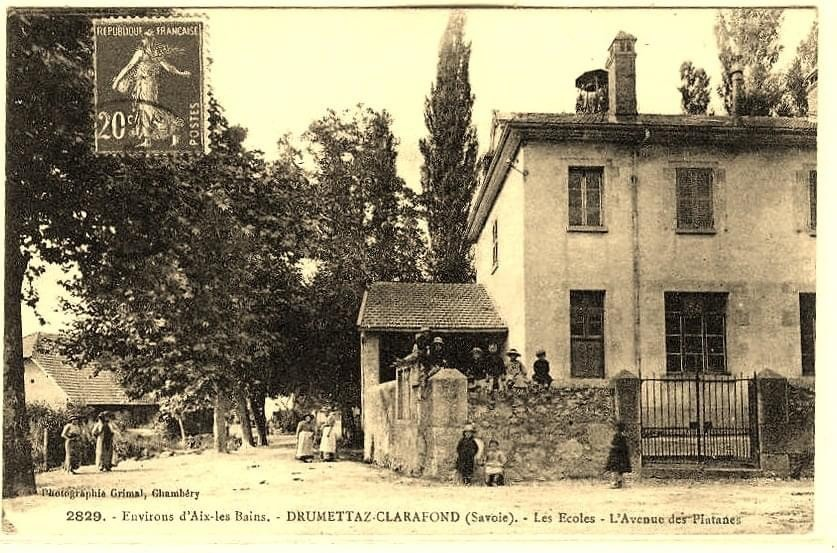
Ancienne école de Drumettaz avant 1960

### Santé
Drumettaz possède une maison médicale comprenant plusieurs médecins généralistes, infirmiers et un dentiste. La commune compte également deux orthophonistes, deux cabinet de kinésithérapie, un sophrologue, deux ostéopathes ainsi qu'un podologue. Une pharmacie est également implantée sur la ville.
Le centre hospitalier métropole Savoie comporte deux principaux hôpitaux publics : l'hôpital général d'Aix-les-Bains et celui de Chambéry. Tous deux sont situés à 5 et 15 kilomètres de Drumettaz.
Drumettaz compte aussi une clinique vétérinaire située à l'extrême ouest de la commune.

### Sports[51]
- La station de sports d'hiver de Savoie Grand Revard est limitrophe de la commune de Drumettaz-Clarafond par Les Deserts.

La commune est surplombée par le massif des Bauges.
- La commune dispose d'un club de football créé en 1976, l'Entente Sportive Drumettaz-Mouxy[52] qui remporte notamment la coupe de Savoie en 1979 et en 1993. Le club évolue aujourd'hui en régionale 3.
- La commune dispose d'un centre équestre.
- La commune dispose d'un club de tennis.

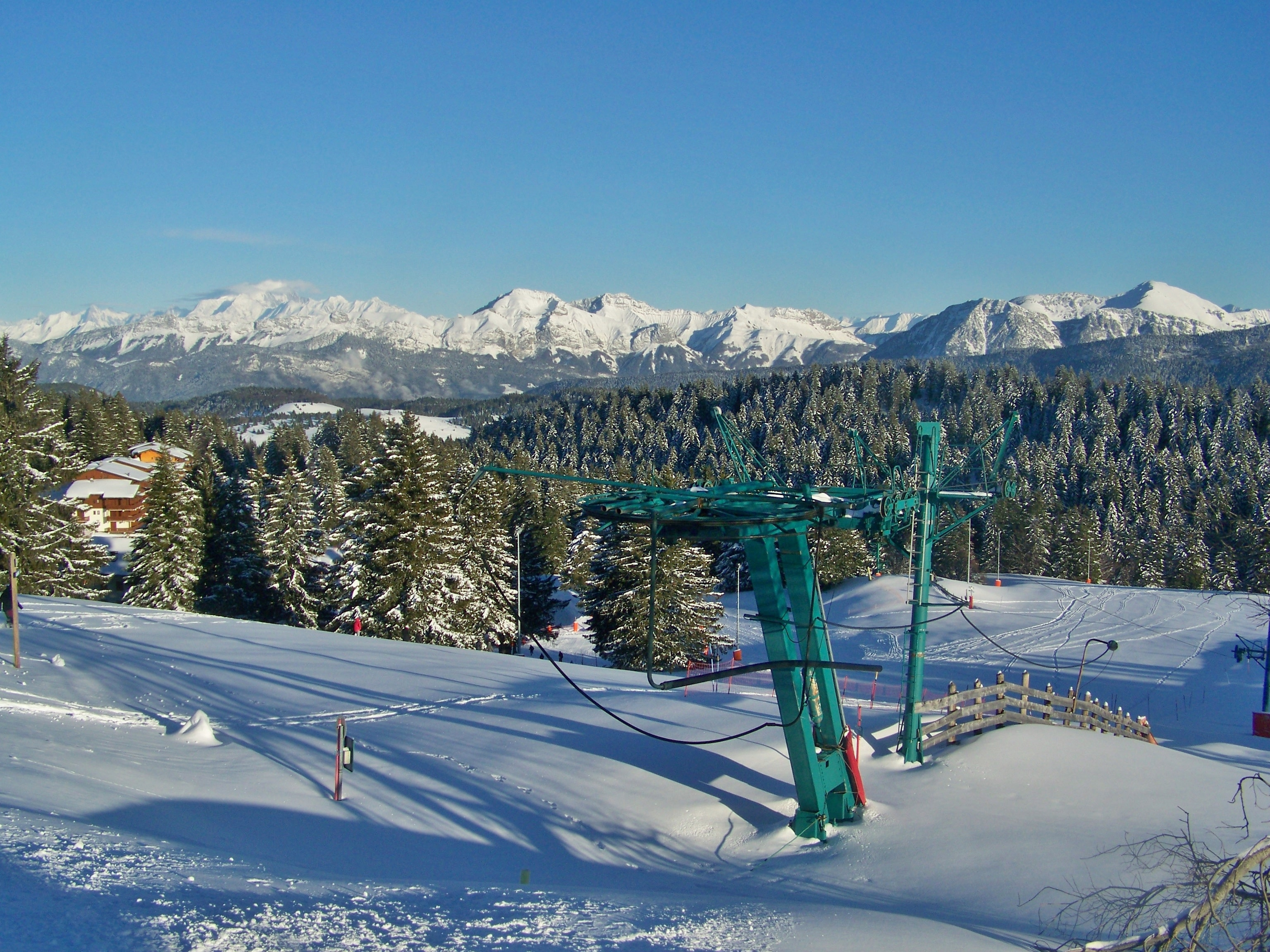
Le domaine de Savoie Grand Revard en hiver.
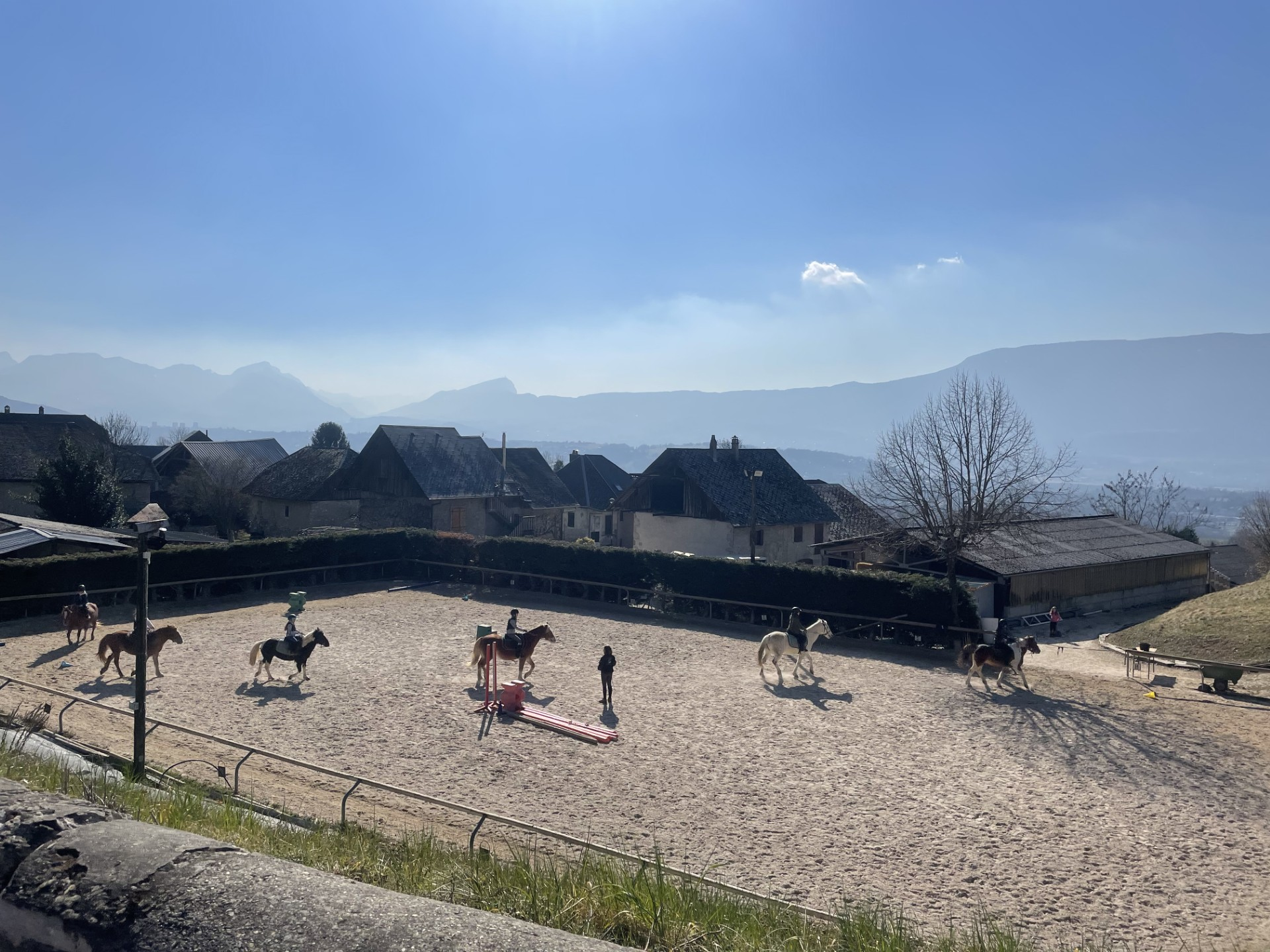
Centre équestre l'étalon de Drumettaz-Clarafond
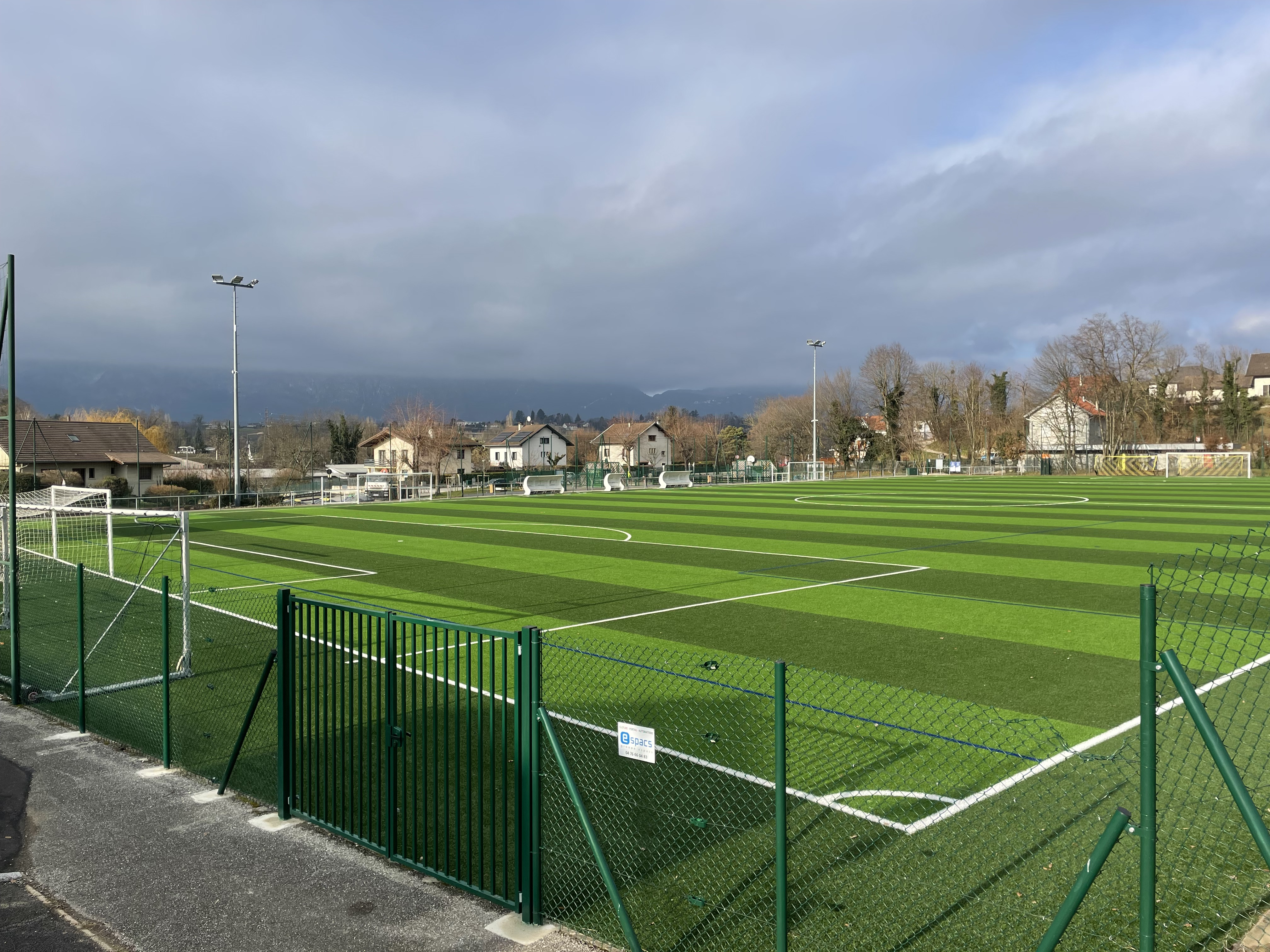
Stade des Fins Drumettaz-Clarafond
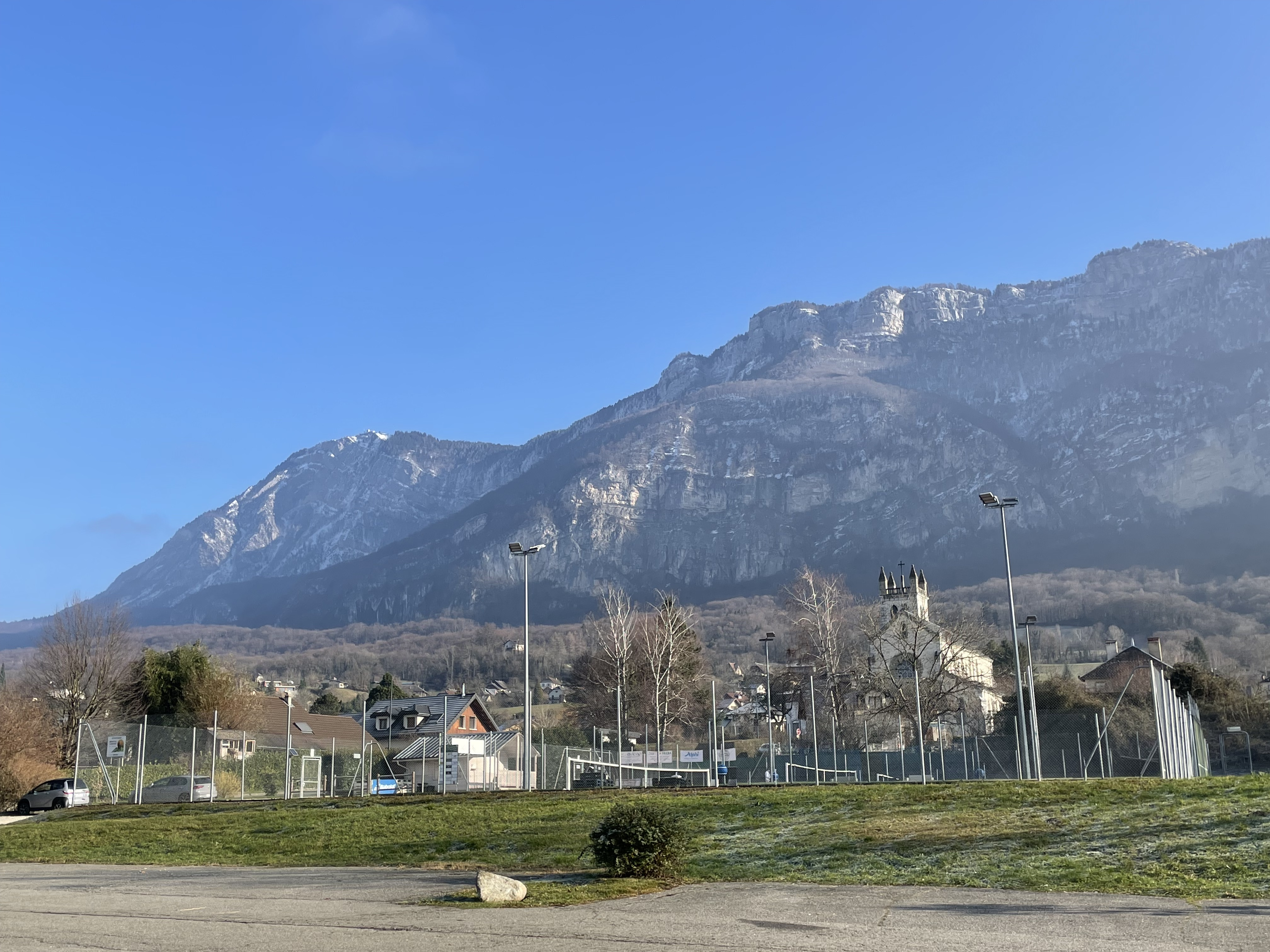
Terrains de tennis sur la commune de Drumettaz

## Économie

### Revenus de la population et fiscalité
En 2011, le revenu fiscal médian par ménage était de 39 538 €, ce qui plaçait Drumettaz-Clarafond au 3 433 e rang parmi les 31 886 communes de plus de 49 ménages en métropole. En 2009, 73,6 % des foyers fiscaux sont imposables.

### Emploi
Le taux d'activité des 15 à 64 ans en 2013 est de 79,0 %. Les inactifs représentent donc 21,0 % de la population. Le taux de chômage est plutôt faible sur la commune : 9,0 %.

### Établissements
| Établissements                                                                 | Drumettaz |
| Nombre d'établissements actifs au 31 décembre 2010                             | 385       |
| Part de l'agriculture, en %                                                    | 1,3       |
| Part de l'industrie, en %                                                      | 5,2       |
| Part de la construction, en %                                                  | 14,0      |
| Part du commerce, transports et services divers, en %                          | 66,2      |
| dont commerce et réparation automobile, en %                                   | 17,4      |
| Part de l'administration publique, enseignement, santé et action sociale, en % | 13,2      |
| Part des établissements de 1 à 9 salariés, en %                                | 29,1      |
| Part des établissements de 10 salariés ou plus, en %                           | 6,2       |

### Agriculture
La commune de Drumettaz est couverte par des terres en zones agricoles. En 2014, la surface agricole utilisée est de 249 ha. Près des trois-quarts de cette surface est occupée par des prairies permanentes avec 175 ha. Suivent ensuite les cultures de maïs, qui représentent 31 ha de la surface agricole utilisée.

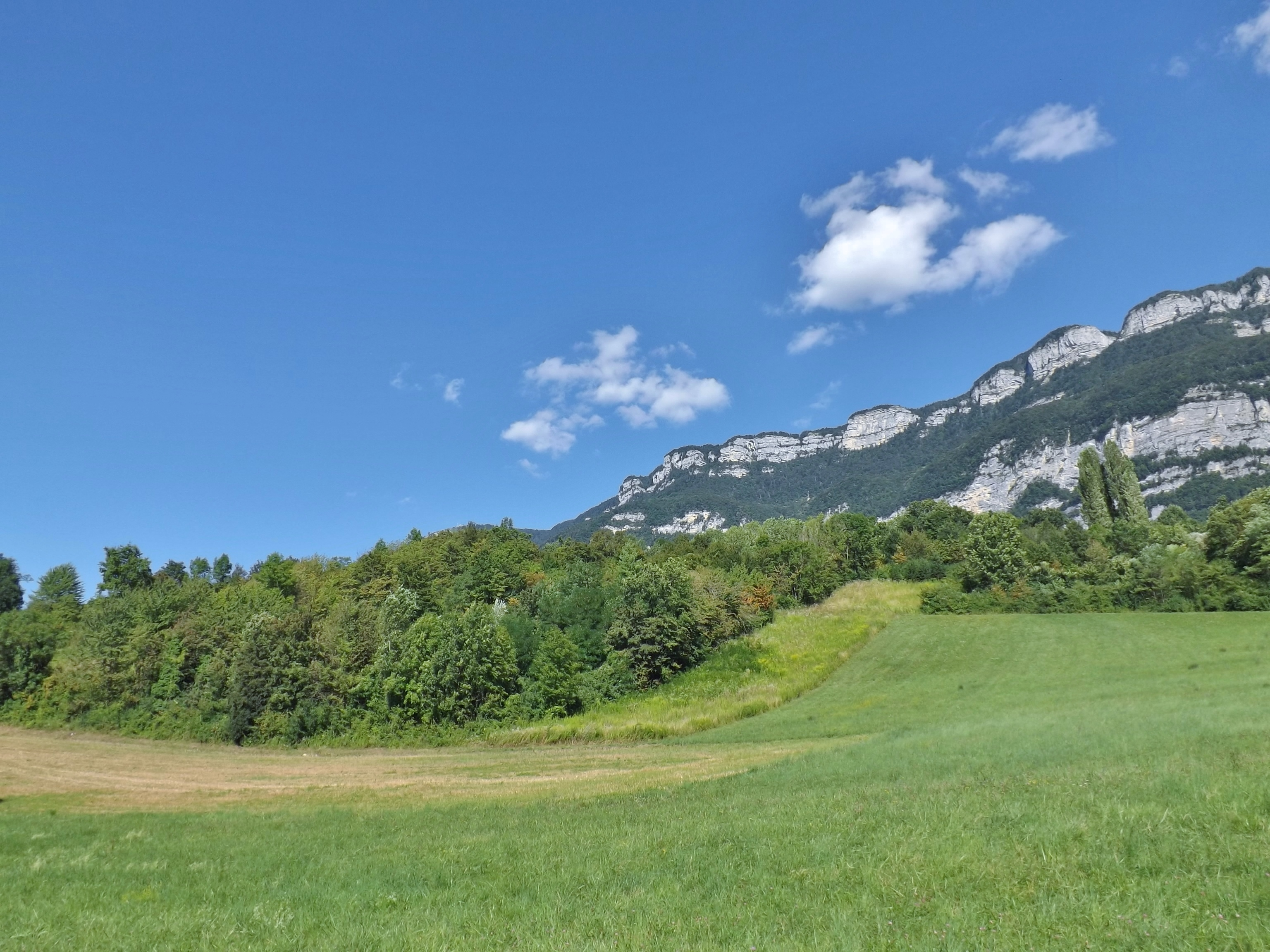
Pâturages sur la commune
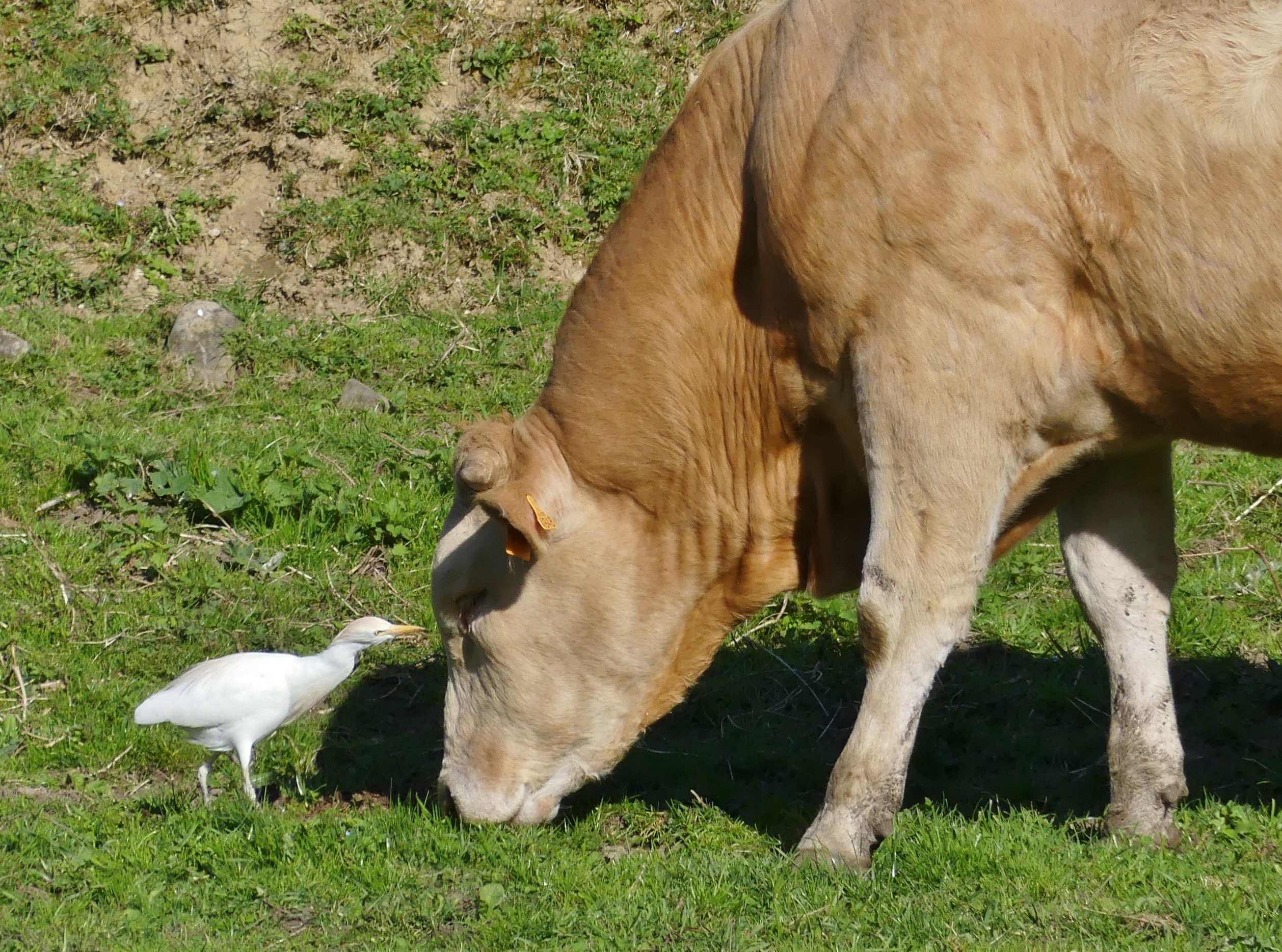
Héron garde-bœufs et taureau
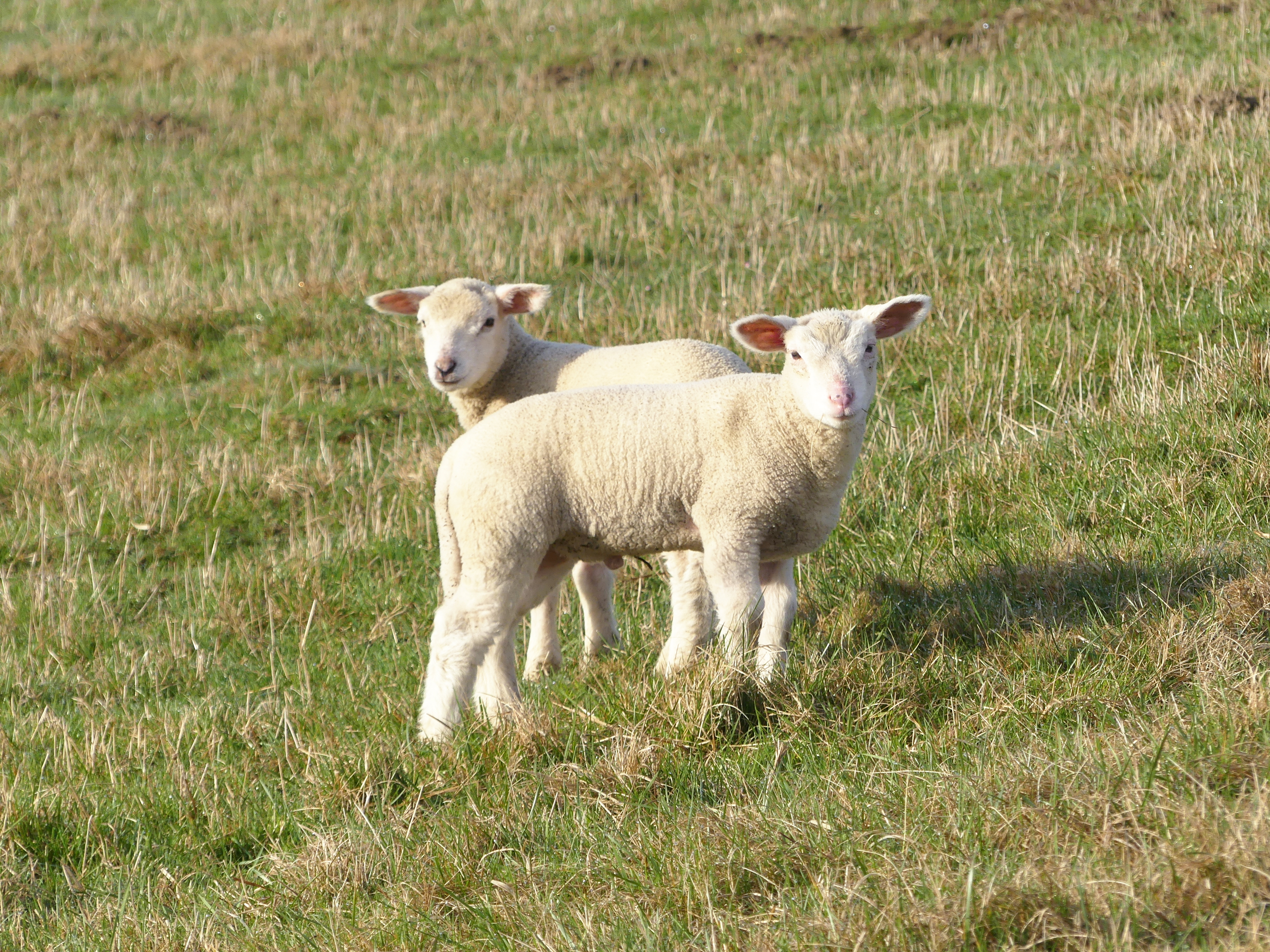
Deux agneaux

### Hébergement touristique
Le nombre de lits d'hébergement dans la commune en 2015 est de 4 lits marchands et de 142 non marchands.

## Culture locale et patrimoine

### Lieux et monuments

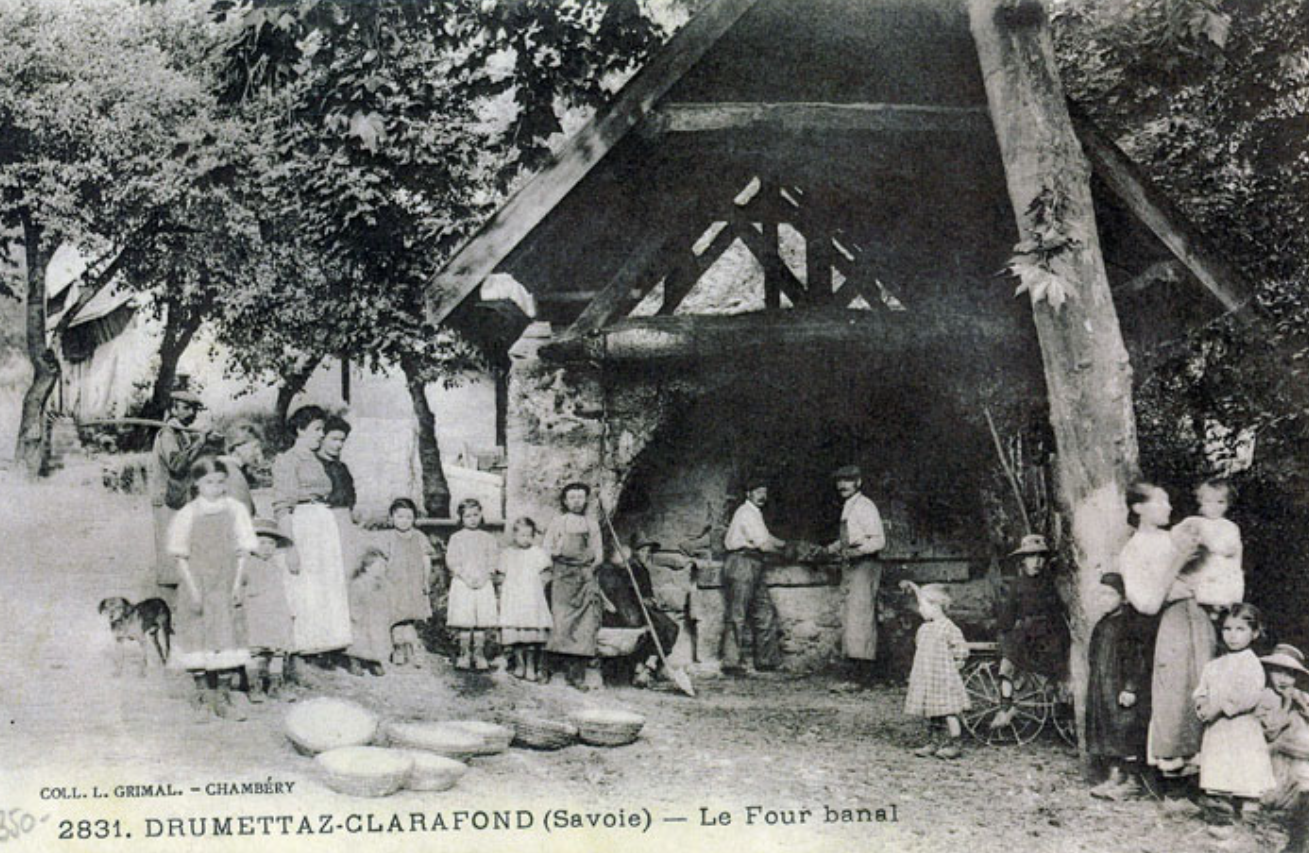
Les fours à pain de Drumettaz.
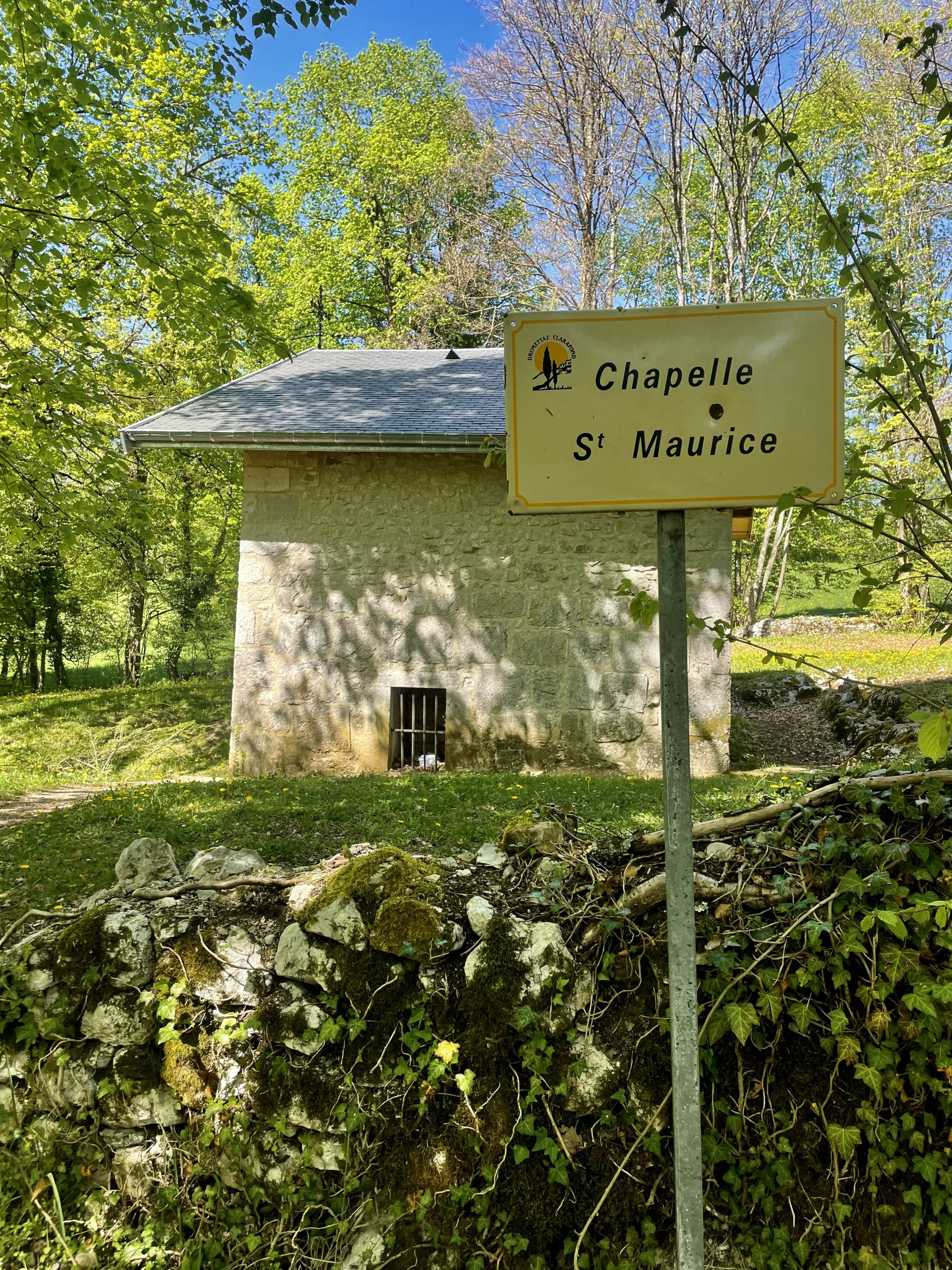
Chapelle Saint Maurice dans la fôret communale de Drumettaz-Clarafond
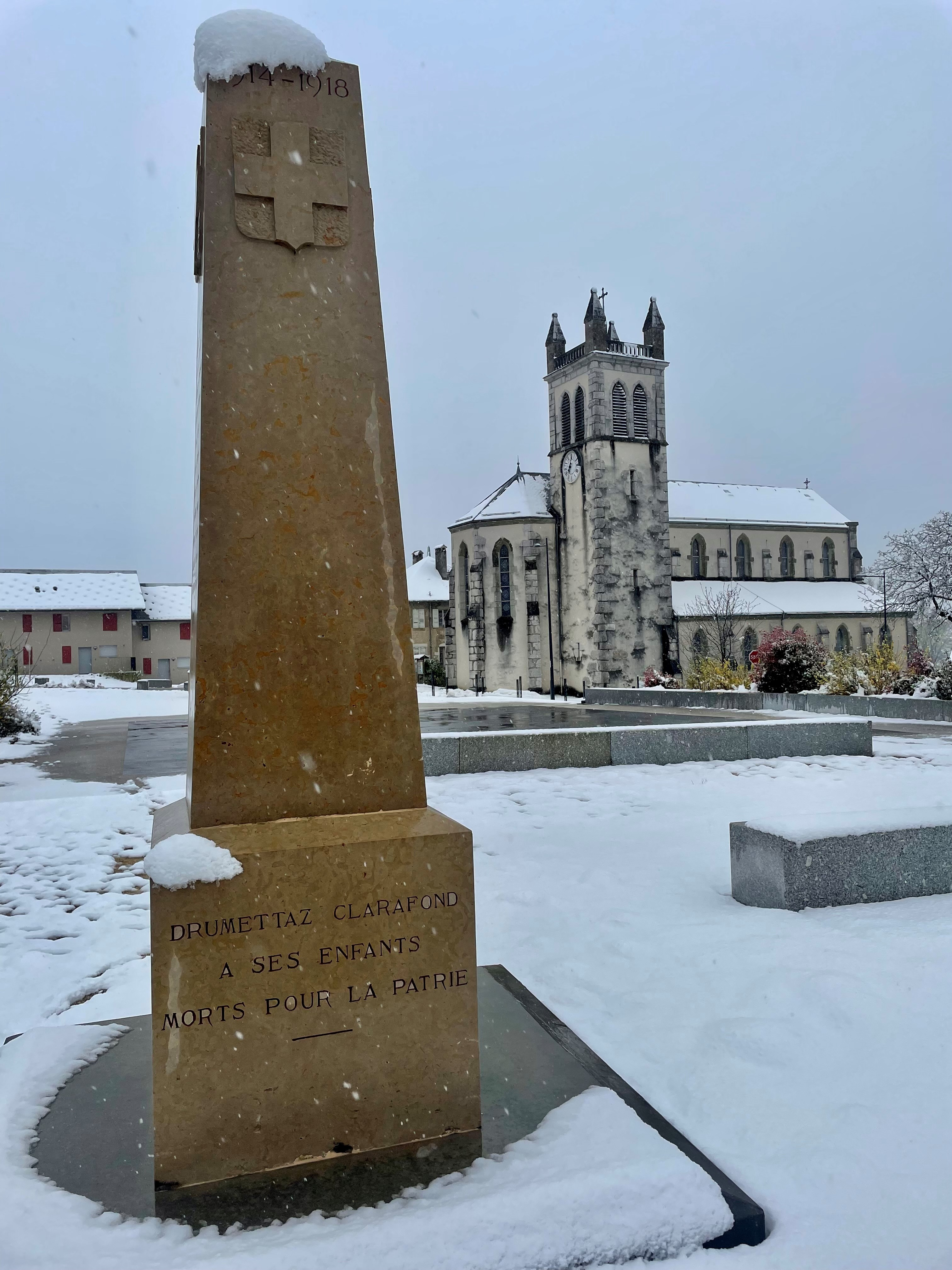
Monument aux morts de la commune de Drumettaz-Clarafond
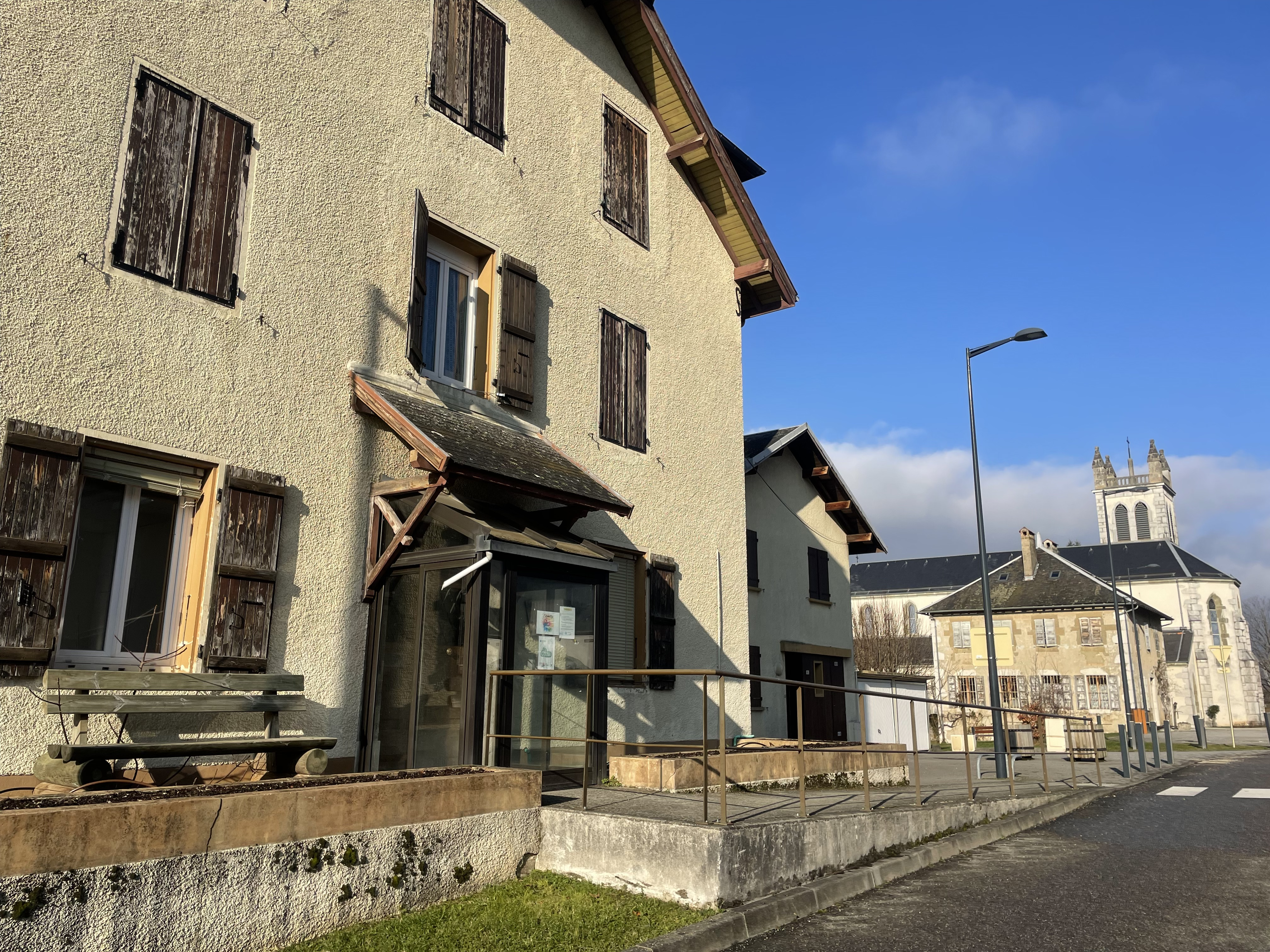
Maison des associations Drumettaz-Clarafond
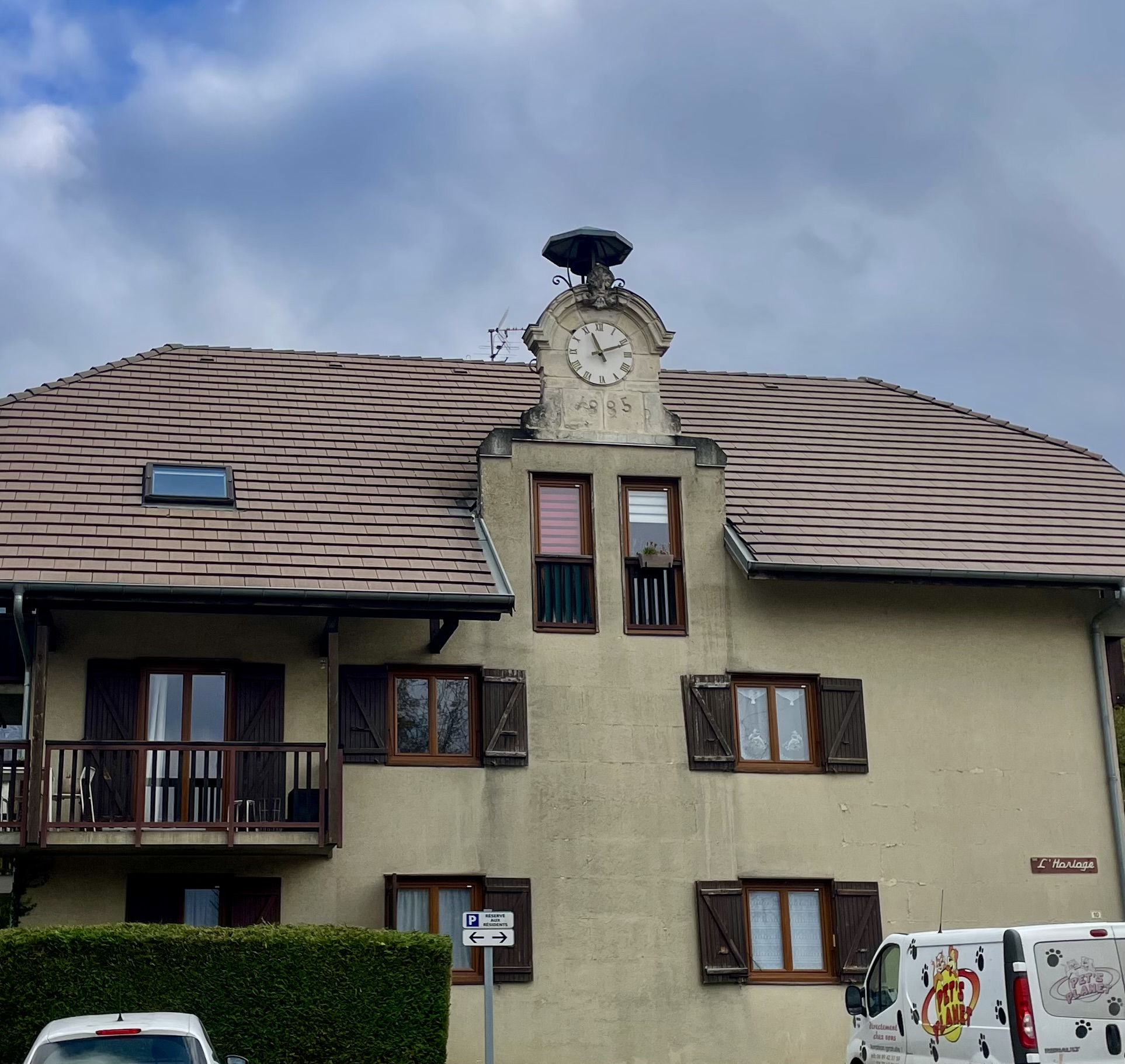
Batiment historique de l'horloge datant de 1885
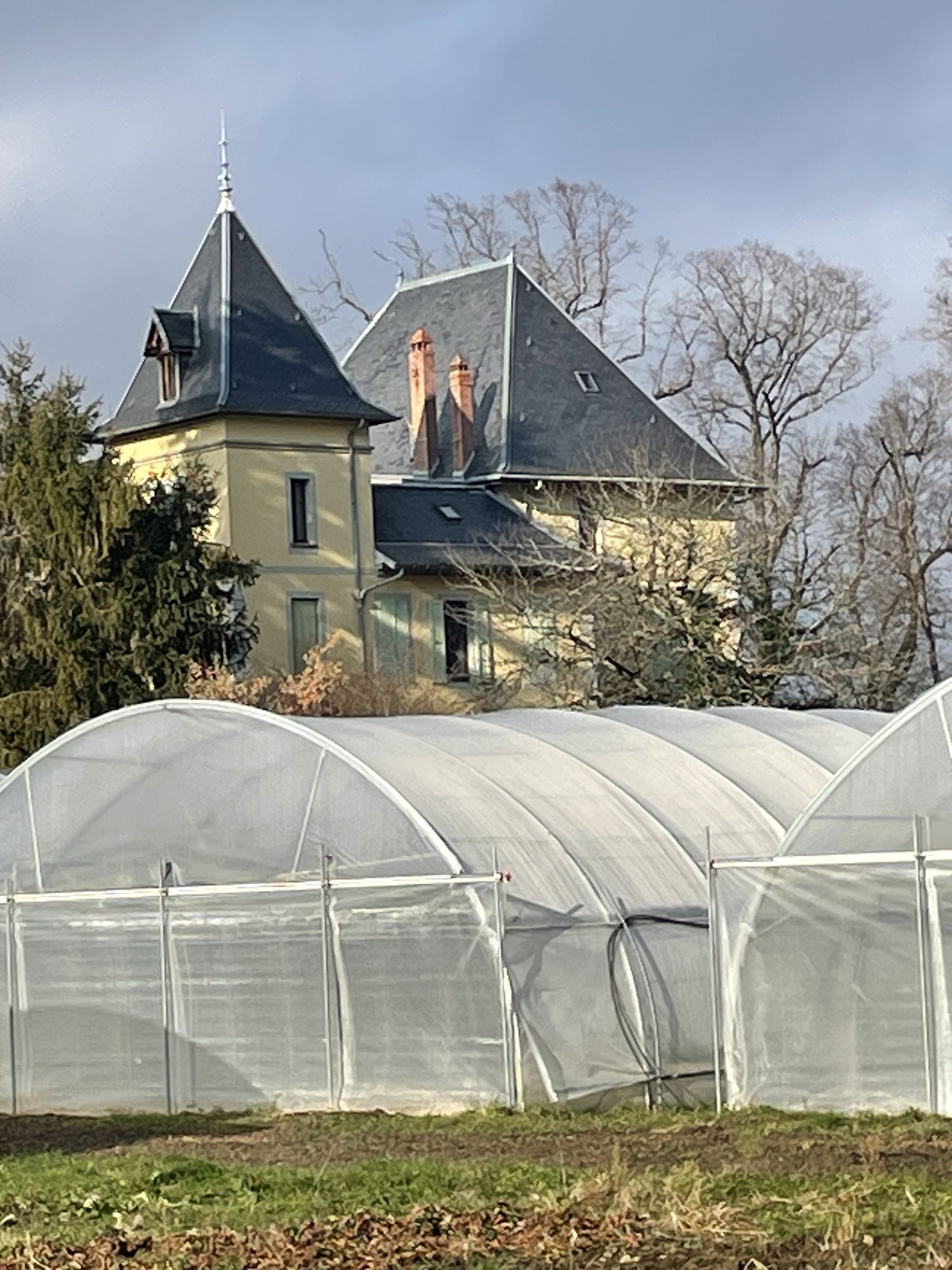
Chateau du Donjon avec la ferme au premier plan
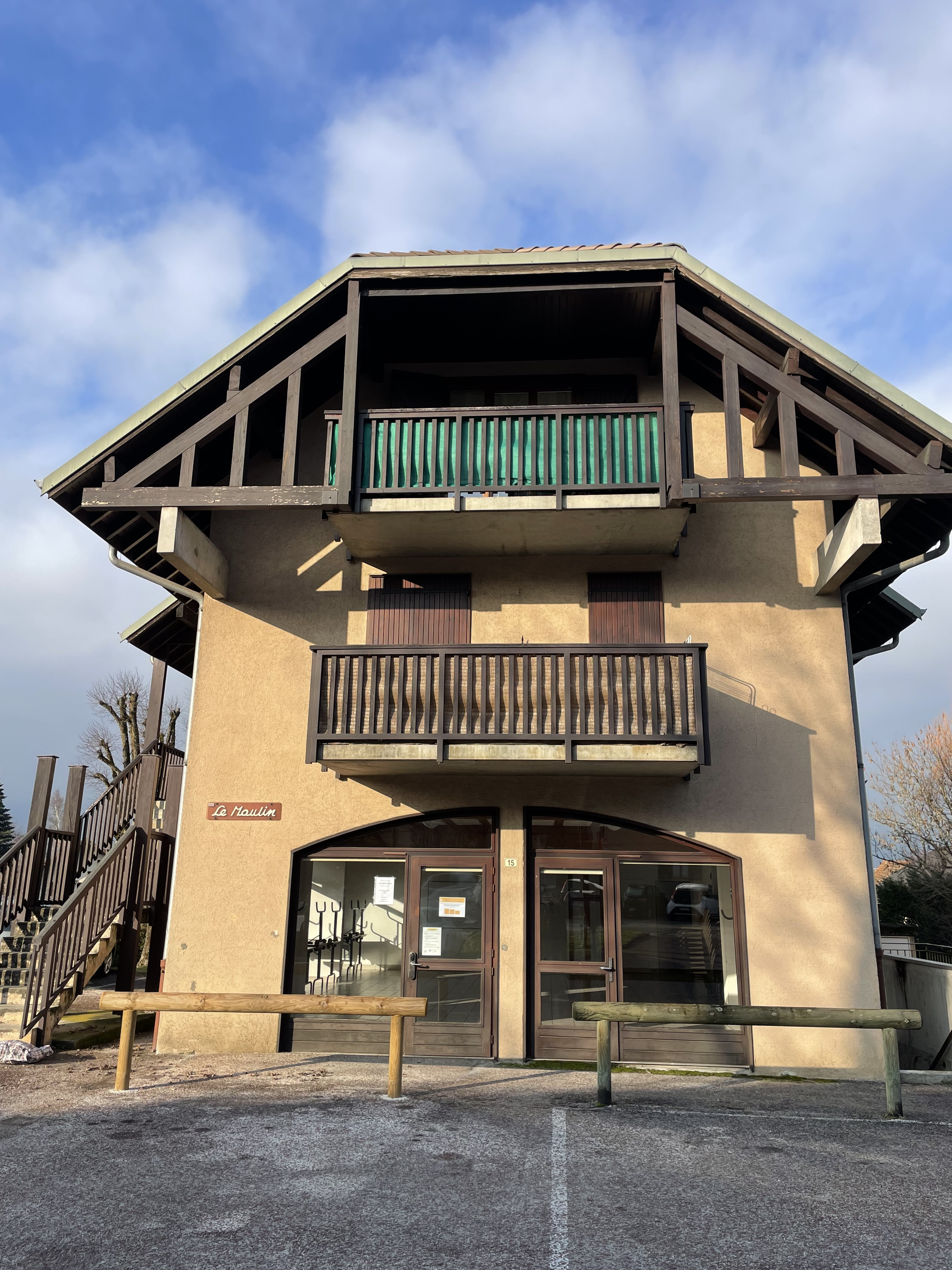
Salle du moulin
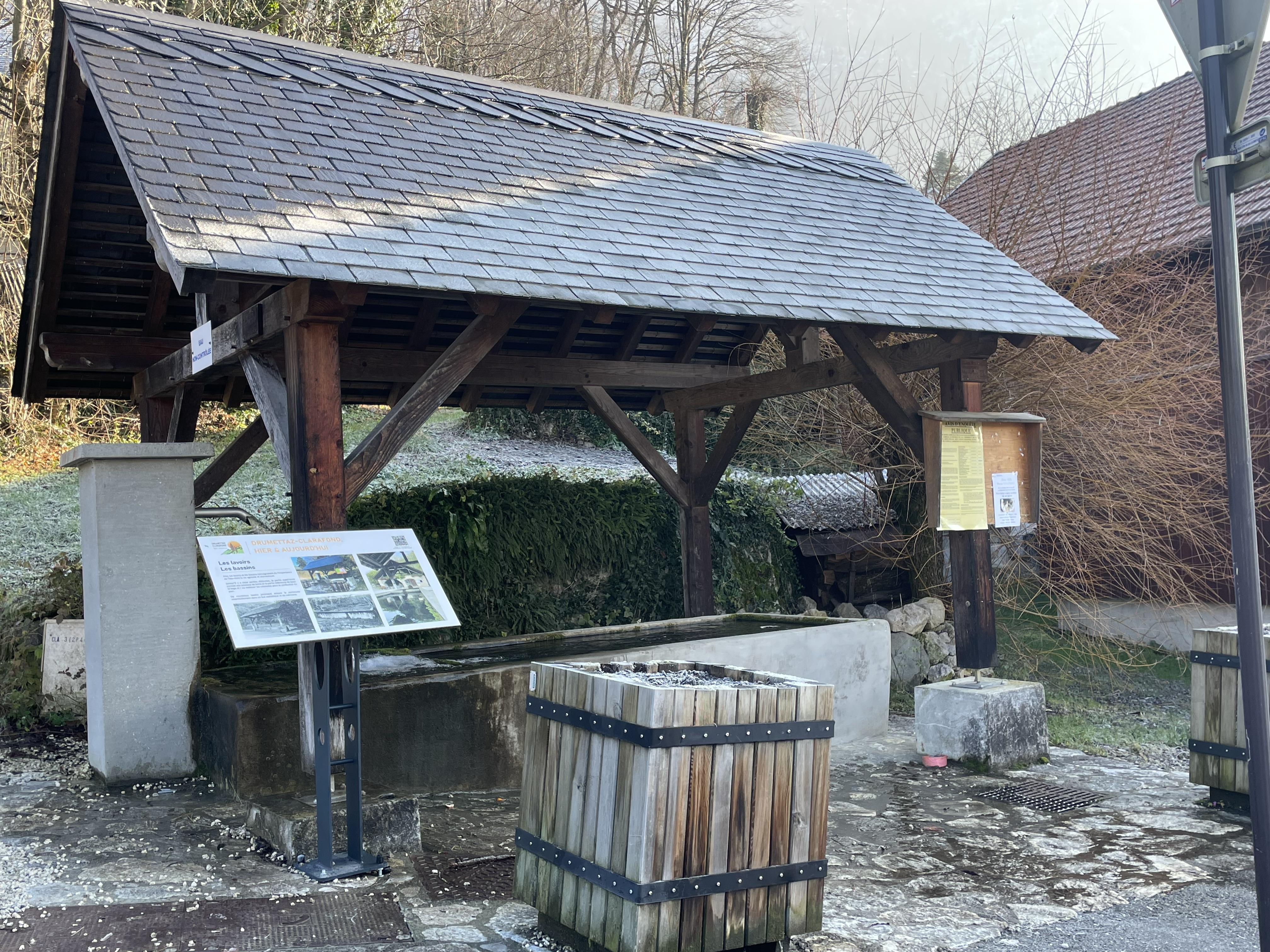
Lavoir de Serarge
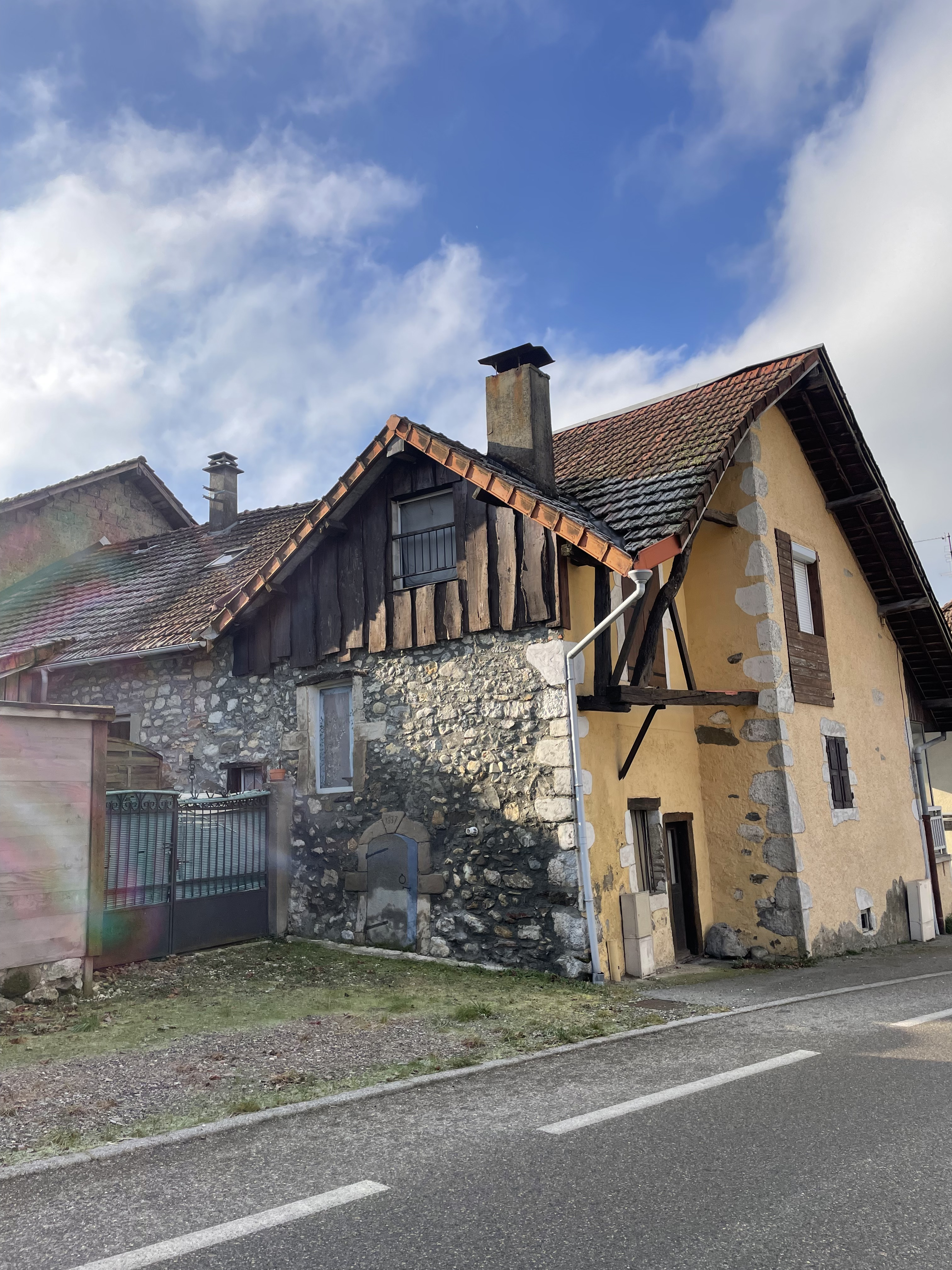
Maison savoyarde (Drumettaz)
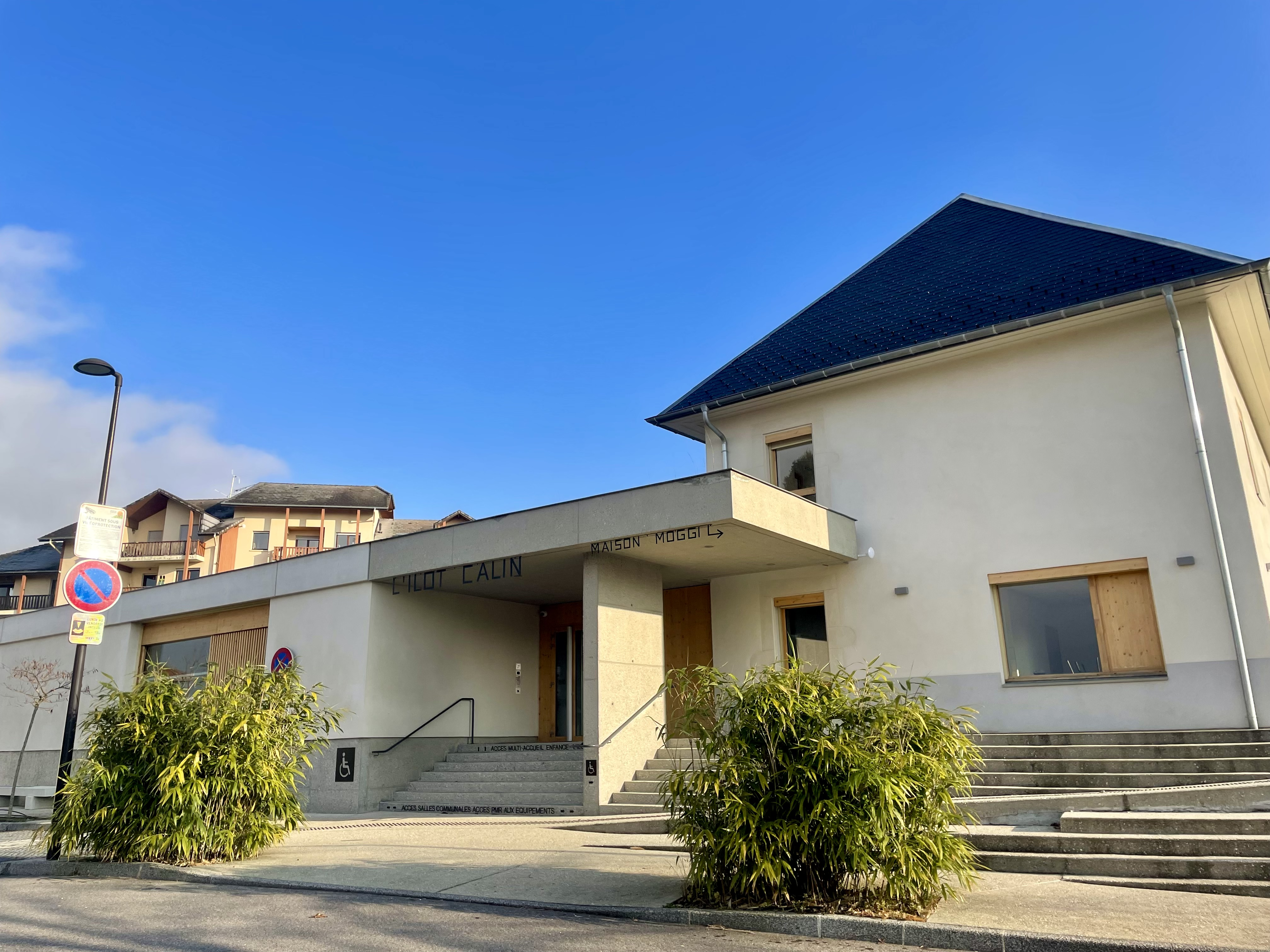
Maison Moggi à Drumettaz
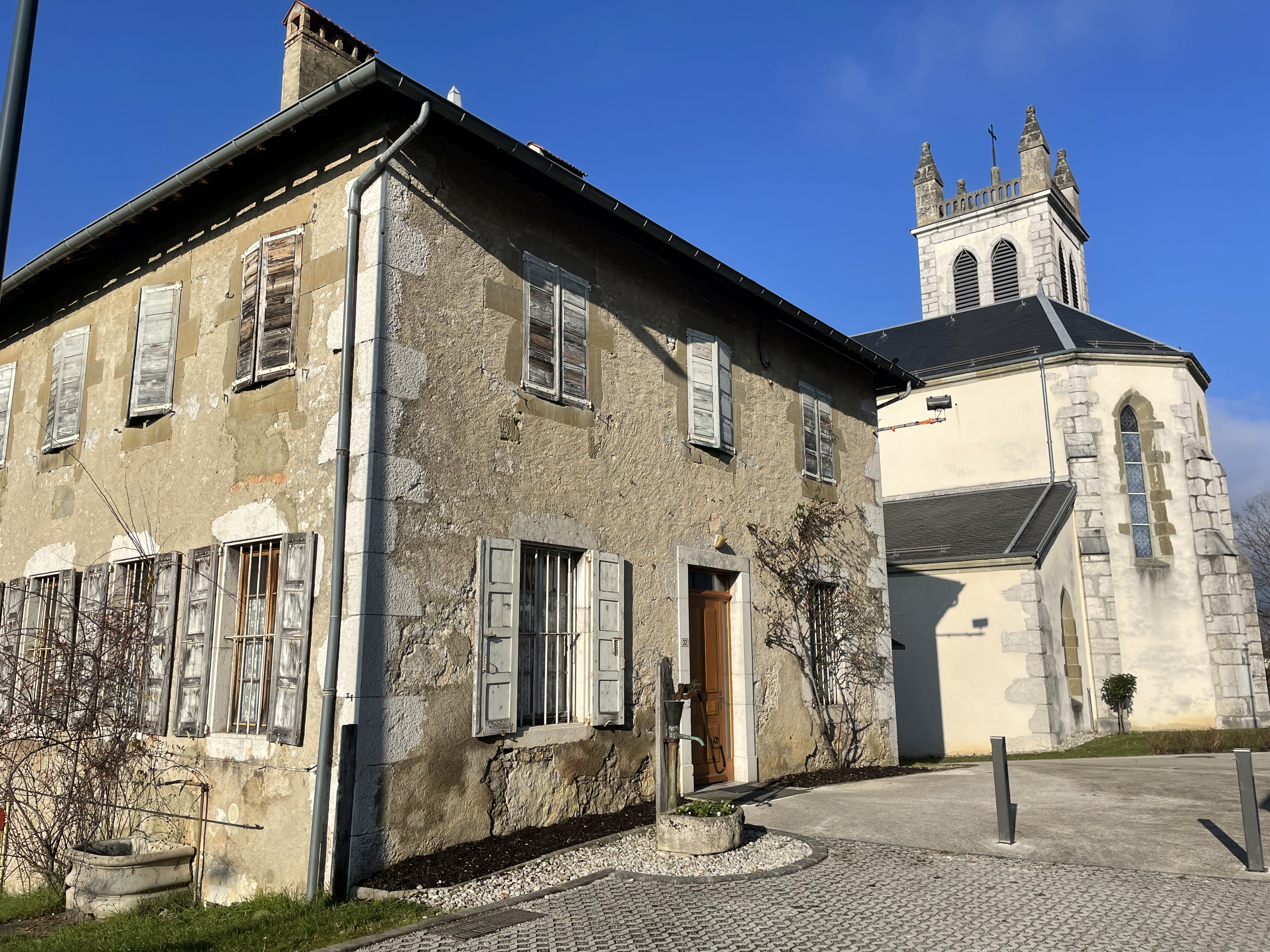
Presbytaire et église de Drumettaz-Clarafond
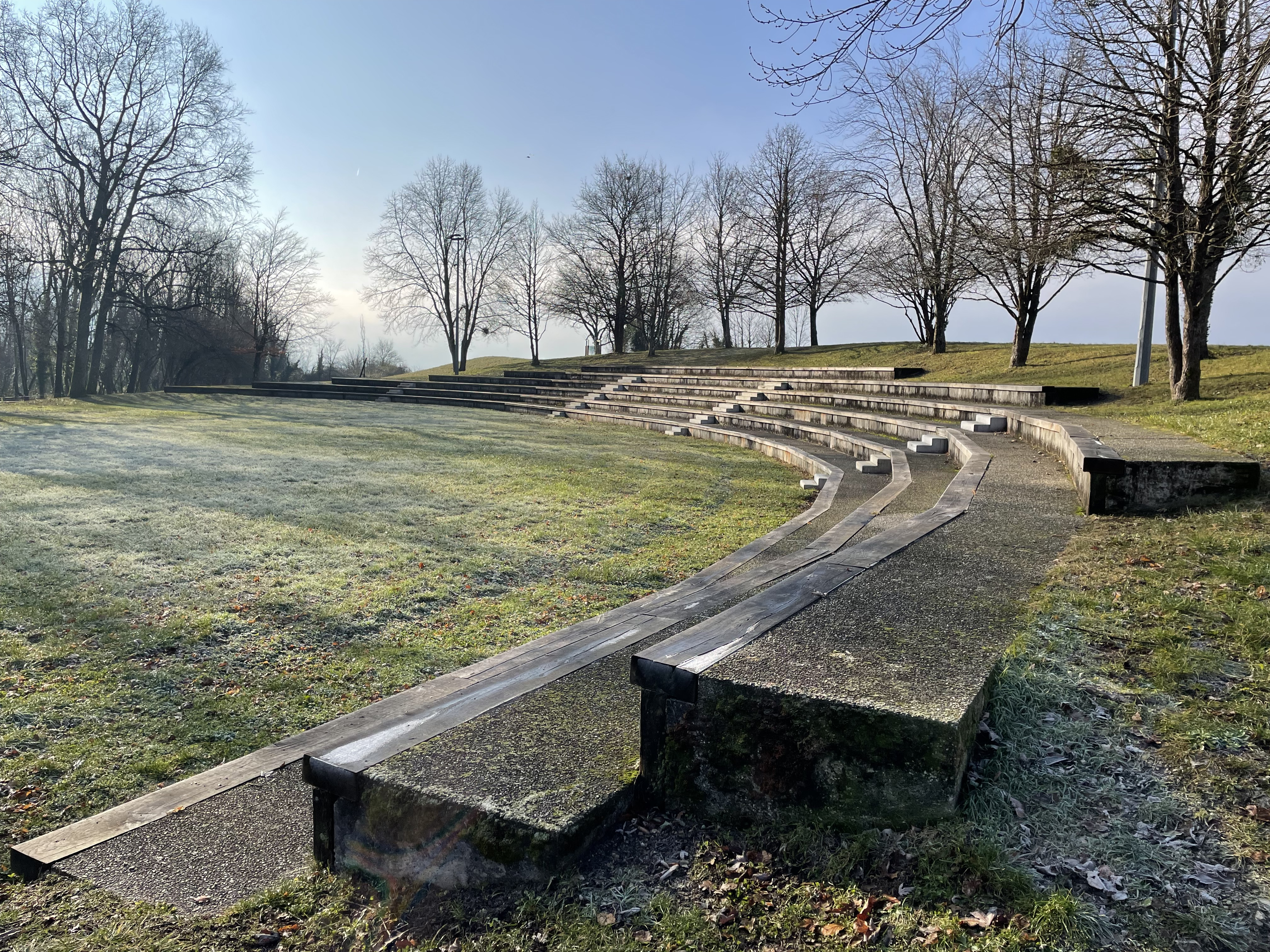
Amphithéatre de plein air Drumettaz-Clarafond
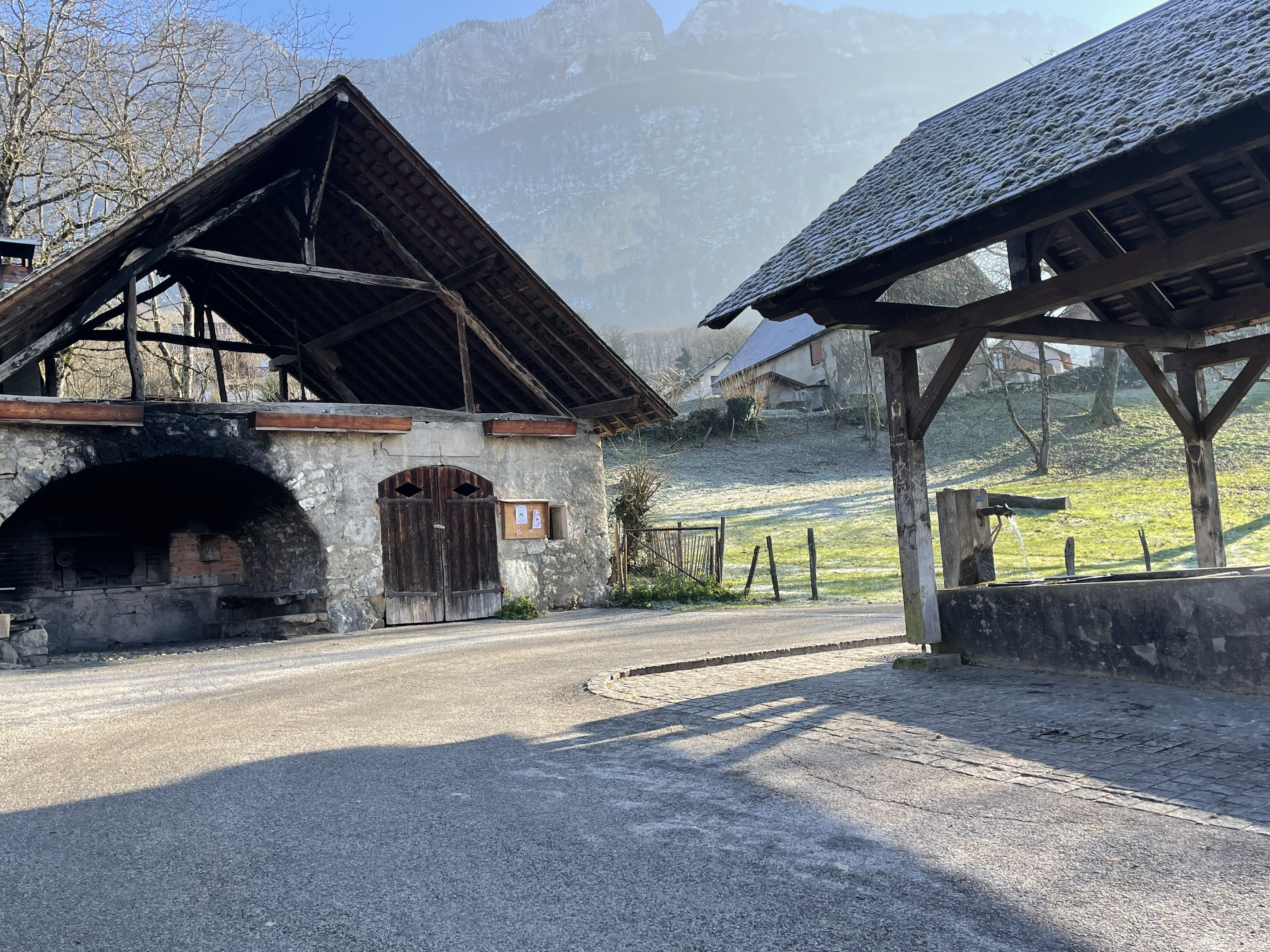
Four et lavoir de Clarafond
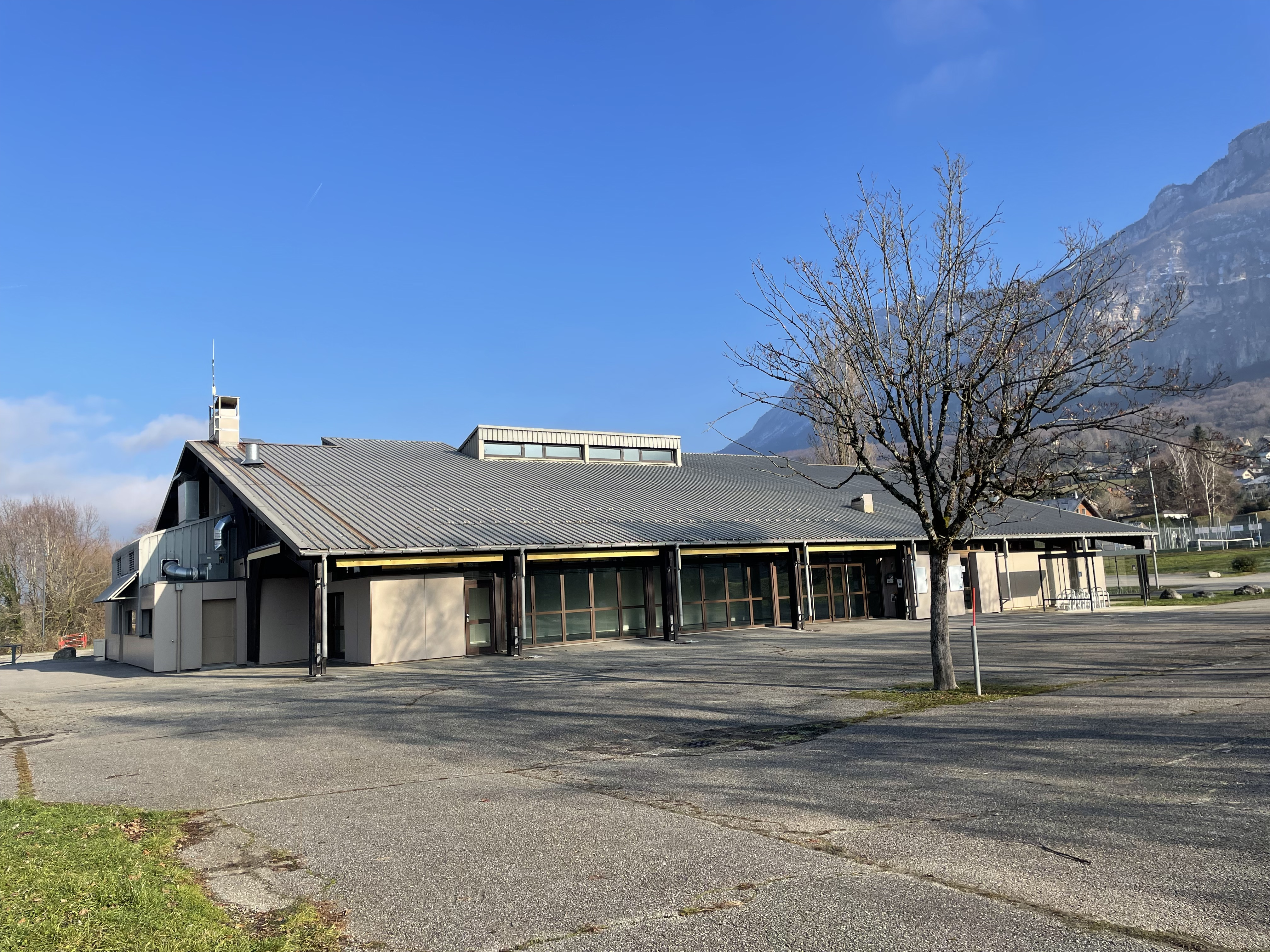
Salle polyvalente Drumettaz-Clarafond

Le patrimoine de Drumettaz est typique de la région. Aucun monument historique n'est recensé.
- Le château du Donjon, datant de 1582, désormais maison d'hôtes.
- La ferme du Donjon, attenante au château du Donjon elle est depuis 2018 propriété de la Commune. Aujourd'hui, sur le terrain des productions maraîchères bio sont cultivées et vendues à la population par un GAEC (Groupement Agricole d'Exploitation en Commun).
- Le bâtiment de l'horloge, datant de 1885 au niveau du chef lieu, il habite aujourd'hui une des parties des logements sociaux de la commune.
- La salle du Moulin, la commune possédait plusieurs moulins à farine d'où le nom de cette salle située proche d'un ancien moulin disparu. Depuis 1992, les associations de la commune peuvent l'utiliser.
- La maison Moggi est une ancienne maison forte aujourd'hui réhabilitée en divers services publics.
- Monument aux morts de Drumettaz-Clarafond, érigé en 1946.
- La salle polyvalente, construite au chef-lieu, cette importante salle a été inaugurée en 1984. Elle est située sur la zone humide des Potis. Rénovée en 2017, la salle polyvalente et ses annexes permettent d'accueillir tout au long de l'année de nombreuses manifestations associatives ou privatives.
- La commune possède de modestes traditionnels fours à pain encore en service aujourd'hui[57]. La dénomination «four banal» héritée du vocabulaire médiéval désigne aujourd'hui des bâtiments appartenant à des particuliers ou à la commune.Au Moyen Âge, les habitants s'acquittaient de redevances « les banalités » pour faire cuire le pain. Aujourd'hui, les conditions a utilisation de ces fours sont précisées par arrêté municipal. Au nombre de 6, dont 1 privé situé au Domaine du Donjon (datant de 1582), ils sont aujourd'hui utilisés par les particuliers ou associations. Le four est édifié soit en molasse soit en brique et dispose d'un bûcher au-dessus du foyer de cuisson, pour le stockage du bois. L'entrée des fours est située généralement côté ouest.
- Elle possède encore 8 calvaires aux croisements des chemins (18 à l'époque)[57].
- L'église Saint-Maurice, de style néogothique, construite à partir de 1860[57], consacrée en 1862[58].
- La chapelle du Prieuré Saint-Maurice à Clarafond qui regroupe les paroissiens mi-août[57].
- Le prieuré datant de 1110 qui fut par ailleurs réparé à plusieurs reprises entre 1551 et 1607[57], issu de la cession des églises de Saint-Maurice de Clarafond et de Méry, village voisin, au prieuré de Saint-Jeoire-Prieuré[26].

On recense aussi des vieux bâtiments et fermes de l'époque qui ont pu conserver un caractère historique.

### Personnalités liées à la commune
Quelques personnalités ont résidé sur la commune dont :
- Henry Bordeaux (1870-1963), écrivain savoyard.
- Pierre Wertheimer (1892-1982), médecin spécialiste de la tête.
- Jean-Paul Calloud, homme politique, ancien député de la première circonscription de la Savoie (1989-1993) et conseiller général de la Savoie.